# Compagnie d'arc d'Amiens
Vous lisez un « bon article » labellisé en 2021.
La Compagnie d'arc d'Amiens, anciennement Compagnie fondamentale des chevaliers et archers d'Amiens, est un club amiénois de tir à l'arc fondé le 14 novembre 1803, affilié à la Fédération française de tir à l'arc et à la Fédération française handisport.
Bien que l'association — sous sa forme actuelle — ne soit créée qu'en 1803, son histoire remonte aux milices urbaines du Moyen Âge appelées « Grand serment » et « Petit serment », qui évoluent par la suite en « compagnie privilégiée ». Celle-ci est dissoute lors de la Révolution française de 1789. Les descendants des archers de l'époque reforment alors la Compagnie telle qu'elle est aujourd'hui.
La Compagnie est maintenant désignée en tant que club sportif et non plus en tant que compagnie militaire, bien que l'aspect historique soit conservé via les traditions qui sont toujours pratiquées et transmises, notamment le tir Beursault, le tir du Roy ou les titres militaires pour les dirigeants.

## Histoire

### Milice urbaine duXIeauXVIesiècle

#### Rôle militaire
La ville d'Amiens propose, vers 1095, une ébauche d'organisation municipale au comte d’Amiens, Enguerrand de Boves et à son fils Thomas de Marle qui refusent de reconnaître la commune. Les amiénois se révoltent alors contre la tyrannie seigneuriale. En 1115, le roi Louis VI le Gros vient en personne appuyer la rébellion des bourgeois soutenus par l'évêque Geoffroy, contre leurs seigneurs. À la suite de la victoire des amiénois en 1117, la nouvelle commune institue des troupes armées pour la défense et la police de la ville d'Amiens.
Les archers de la milice urbaine d'Amiens sont regroupés dans un collectif appelé le « Grand serment », formé de 90 hommes recrutés dans les familles les plus notables de la bourgeoisie locale,. À une date ignorée — peut-être vers la fin du XVe siècle — est institué un « Petit serment », composé de 60 hommes. Les membres des « Serments » doivent jurer, lors de leur admission, de respecter les statuts du groupe, l'autorité du capitaine et celle du maïeur de la ville.

« Vous jurez Dieu et Mgr saint-Sébastien, sur le pain, sur le vin, sur le sel, que l'estat d'archer vous exercerez bien et fidèlement.

Vous entretiendrez un cierge pesant au moins une livre devant l'image de Mgr saint-Sébastien, en l'église de Dieu et de Mgr Saint-Leu.

Serez habillés des livrées de la compagnie.

Serez munis d'armes comme d'arcs, flèches, harquebuses, morions, fourniment et autre bastons servant pour la défense du roi et de la ville.

Porterez honneur au maistre ou son lieutenant ou austre représentant sa personne.

Vous jurez que quand vous serez élu maistre de confrérie ou maistre de la compagnie, le accepterez sans le pouvoir refuser. Vous contribuerez aux frais et mises de la confrérie, du jardin et de la compagnie, selon les taxes qui en seront faites.

Si vous scavez qu'aucune monopole se fasse à l'encontre du Roy et de la ville et de la compagnie, vous en avertissez le maistre ou son lieutenant ou celui qui représentera sa personne.

Garderez et observerez les brefs et statuts du jardin et de la compagnie. S'il faut faire quelque réparation au jardin, suivant lesdits statuts, vous le payerez.

Vous ne vous trouverez en la compagnie ni au jardin avec femmes publiques, en peine d'amende comme il plaira au maistre d'en ordonner.

Ne quitterez la compagnie sans la permission des maistres et princes d'icelle.

Et générallement vous promettez que vous maintiendrez et garderez l'estat d'archer bien et fidellement sans faire acte de repréhension ni blasme, par le serment que vous venez faire ; ainsy le promettez. »

— Serment prêté par l'archer au moment de sa réception dans la Compagnie,.
Ces 150 archers forment, avec 60 arbalétriers, les troupes spécialisées de la petite armée municipale. Avec l'avènement des armes à feu à la fin du XVIe siècle, 60 arquebusiers et 80 couleuvriniers viennent s'ajouter à leurs rangs.
Les archers de la ville sont déployés au service du roi à maintes reprises, notamment à la bataille de Bouvines en 1214. Pendant la guerre de Cent Ans, ils sont opposés, plusieurs fois, aux archers anglais, mieux armés, leurs arcs étant hauts de deux mètres et permettant d'envoyer leurs flèches à plus de deux cents mètres.
Les archers obtiennent donc certains avantages : exemption d'impôts et de charges, guet au rempart, logement des gens de guerre. Les archers bénéficient notamment du « franc salé » : ils ne payent pas, sur le sel qu'ils achètent, le lourd impôt de la gabelle. Ces avantages les font appeler les francs-archers.
Leurs privilèges sont confirmés successivement par tous les rois de France dont Charles VIII en 1484, Louis XII en 1498 et par François Ier en 1515. Le 30 juin 1517, François Ier ratifie une ordonnance interdisant aux grenetiers et contrôleurs des greniers de délivrer du sel aux archers, arbalétriers ou couleuvriniers, sans que ceux-ci ne payent la gabelle,. François Ier étant de passage à Amiens en 1527, les archers de la ville en profitent pour lui réclamer une exception en leur faveur. Le 17 août 1527, le roi publie une ordonnance rétablissant leurs privilèges aux archers d'Amiens, comme récompense pour les services rendus à la couronne. Ces privilèges sont de nouveau confirmés par le monarque le 20 janvier 1543, puis par Henri II en 1547, par François II en 1559, et par Louis XIII en 1612. Les lettres tombant une première fois en surannation, de nouvelles lettres sont accordées le 26 mai 1631. Cependant, soit par oubli, soit par volonté de ne pas payer les droits d'inscription, les compagnies privilégiées d'Amiens laissent, une fois de plus, tomber en surannation les lettres de confirmation, ainsi que celles accordées par Louis XIV le 10 novembre 1656. Le roi est donc obligé de rédiger de nouvelles lettres le 30 avril 1658, pour inviter la Cour des aides à enregistrer leurs titres sans se préoccuper du dépassement de délai. Le 21 avril 1664, les compagnies ne s'étant toujours pas inscrites, le roi doit rendre une énième ordonnance. Leurs privilèges sont de nouveau confirmés en 1755 par Louis XV. Ces privilèges prennent fin après la Révolution, à la suite du décret de l'Assemblée nationale constituante du 6 juin 1790.
Les progrès de l'armement entraînent la disparition de l'arc au profit de l'arquebuse. Les archers sont toujours mandés à l'époque de Louis XIV, notamment aux sièges de Saint-Omer, en 1489, ou celui de Dunkerque, mais pour des missions d'escorte de prisonniers ou de convoi de munitions,.
En 1561 et 1562, les archers d'Amiens prennent les armes pour apaiser les troubles publics causés par les tensions religieuses et notamment le pillage de la maison Marcet, famille protestante d'Amiens,.
En 1568, sous les ordres du maréchal de Cossé-Brissac, ils reprennent Saint-Valery-sur-Somme des mains du calviniste François de Cocqueville, lors de la bataille du 18 juillet.
Puis, en 1626, ils répriment l'émeute causée par la présence du conseiller d'État de Pommereux.
En 1636, ils répriment l'émeute causée par la création de l'impôt sur la sayetterie. Puis, le 20 juillet de la même année, ils gardent le passage de la Somme à Picquigny en surveillant la porte Saint-Pierre.
En 1654, lors du siège d'Arras, ils sont chargés de conduire les munitions et les canons devant la ville. La même année, ils ont pour mission de garder les prisonniers faits à la bataille de Lens. En 1656, le roi Louis XIV les envoie en garnison à Béthune.
De nouvelles missions de surveillance de prisonniers leur sont confiées en 1703 et 1708, consistant à surveiller les prisonniers de la campagne de Flandres enfermés au bastion de Guyencourt. Ils ont également la charge, en 1712, de surveiller ceux du bastion de Longueville.

#### Aspect religieux

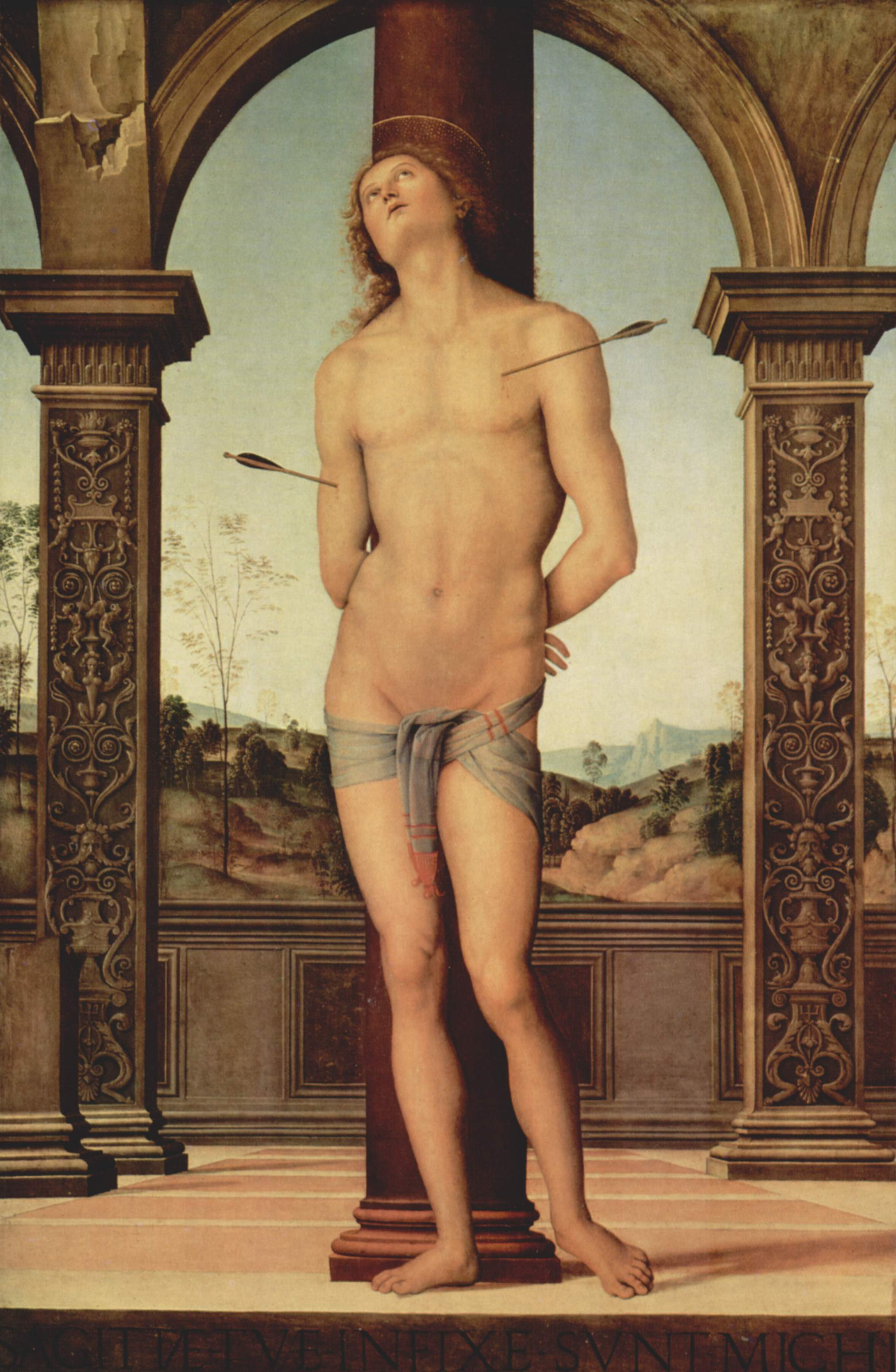
Le Pérugin, représentation de saint Sébastien (vers 1500), Paris, musée du Louvre.

Les serments sont des associations croyantes placées sous le patronage de saint Sébastien pour le Grand serment et sainte Christine pour le Petit serment, tous deux tués en étant criblés de flèches.
Le Grand serment célèbre une messe solennelle le jour de la fête de son saint patron, le 20 janvier, dans un premier temps à la chapelle de l'Hôtel-Dieu d'Amiens, puis sur l'autel latéral gauche de l'église Saint-Leu et enfin, quelques années avant la Révolution, à l'Église Saint-Sulpice.
Les deux serments ne se rendent à la cathédrale que pour les grandes processions, le dimanche le plus près du 20 janvier et le dimanche précédant le premier mardi d'août. Ces deux processions auraient été initiées par l'évêque Ferry de Beauvoir pendant la seconde moitié du XVe siècle. Le parcours des processions étant prédéfini, elles doivent passer par : la pierre Saint-Firmin, le chapitre de Notre-Dame, les collégiales, le clergé des paroisses, les religieux mendiants, le Présidial, le Corps de ville et, plus tard, l'état-major de la citadelle. Les archers défilent deux par deux, avec leur épée au côté, avec en tête le capitaine, le lieutenant, l'enseigne (avec étendard déployé), les deux sergents et les deux tambours battant la marche cadencée par les accents du fifre.
Aux XIVe et XVe siècles, l'étendard est celui de la ville, une bannière de taffetas pers et azur, armorié des armes de la ville. Une relique de saint Sébastien accompagne les archers tout au long du parcours, puis reste présentée devant l'autel de la confrérie le reste de la journée, après la messe célébrée au retour du cortège. Toutes les personnes assistant à la cérémonie doivent tenir un cierge, les restes des flambeaux sont ensuite transformés en une longue bougie filée qui brûle devant le crucifix de Jubé. La bougie est ensuite placée dans une lanterne à l'une des portes de la ville, surmontée d'un bas-relief représentant saint Sébastien.
Cette pratique perdure jusqu'en août 1751, quand le Chapitre, responsable de l'application de cette tradition, décide d'y mettre un terme.

#### Jardin d'arc
Le Jardin du Grand serment est resté situé contre les remparts du XVe siècle jusqu'en 1790, allant aujourd'hui du pont Baraban au pont des Célestins.
Initialement localisé dans la rue du grand Varlet, celle-ci est devenue successivement rue du Varlet, puis rue du gros Varlet, puis, en hommage au serment, rue du Grand serment. Elle est par la suite renommée en rue des Grands archers et prend finalement le nom actuel de la rue des Archers.

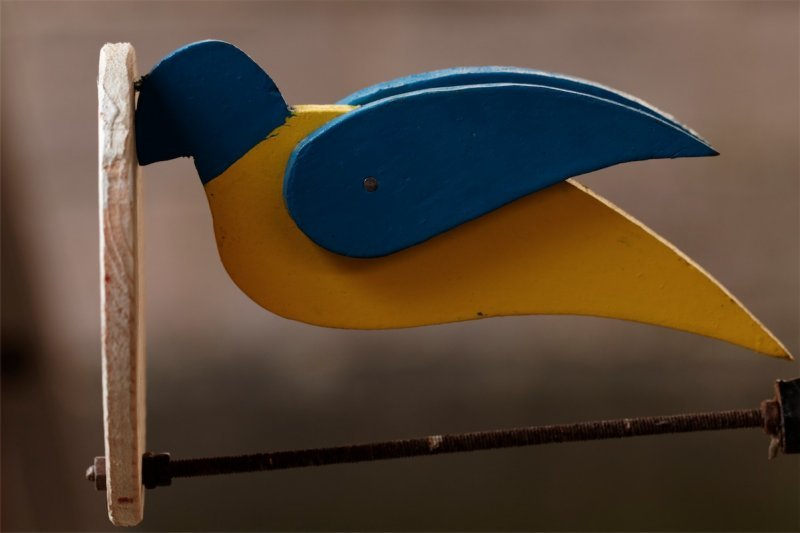
Oiseau en bois utilisé pour le tir à l'oiseau.

Dans ce lieu, la milice organise, une fois par an, un concours dont le but est de planter sa flèche dans une représentation en 3 dimensions d'un oiseau, le tir à l'oiseau, traditionnellement le premier dimanche du mois de mai.
Le premier archer à réussir est nommé « Roy » pour l'année. Si un archer y parvient trois années de suite, il devient « Empereur ». Ces titres donnent lieu à des honneurs et bénéficient de privilèges. Le Roy peut notamment emprunter l'allée centrale du jeu d'arc, donner son avis en premier, lors des assemblées et, en cas d'égalité lors d'un vote, départager les ex æquo, il est également prioritaire lors de tous les tirs. Le Roy partage le droit avec le capitaine et le lieutenant de ne pas être soumis à l'obligation d'effectuer des gardes de surveillance. Le Roy est également dispensé de service ordinaire. L'Empereur partage les mêmes privilèges que le Roy mais est, quant à lui, prioritaire sur le Roy actuel, et ce privilège est acquis à vie. L'Empereur peut également, pendant les cérémonies, porter une écharpe en sautoir comme insigne de sa dignité. Cette discipline est toujours pratiquée à l'heure actuelle, un titre de « Roitelet » est même ajouté pour les jeunes,.
Au XVIIe siècle, le « tir au berceau », également appelé tir Beursault, commence à être pratiqué tout au long de l'année par les archers, en plus du tir à l'oiseau.
Le Jardin du Petit serment occupe l'espace entre les rues de la Queue de Vache, de la Dodane, Dame Jeanne et le boulevard du Cange.
Des rencontres pacifiques ont lieu entre serments de différentes villes, même éloignées. Ces joutes sont appelées les « nobles jours ». Le messager apportant l'invitation recevant de la municipalité, des cadeaux, de l'argent ou des joyaux.

### Compagnie privilégiée duXVIIeauXVIIIesiècle

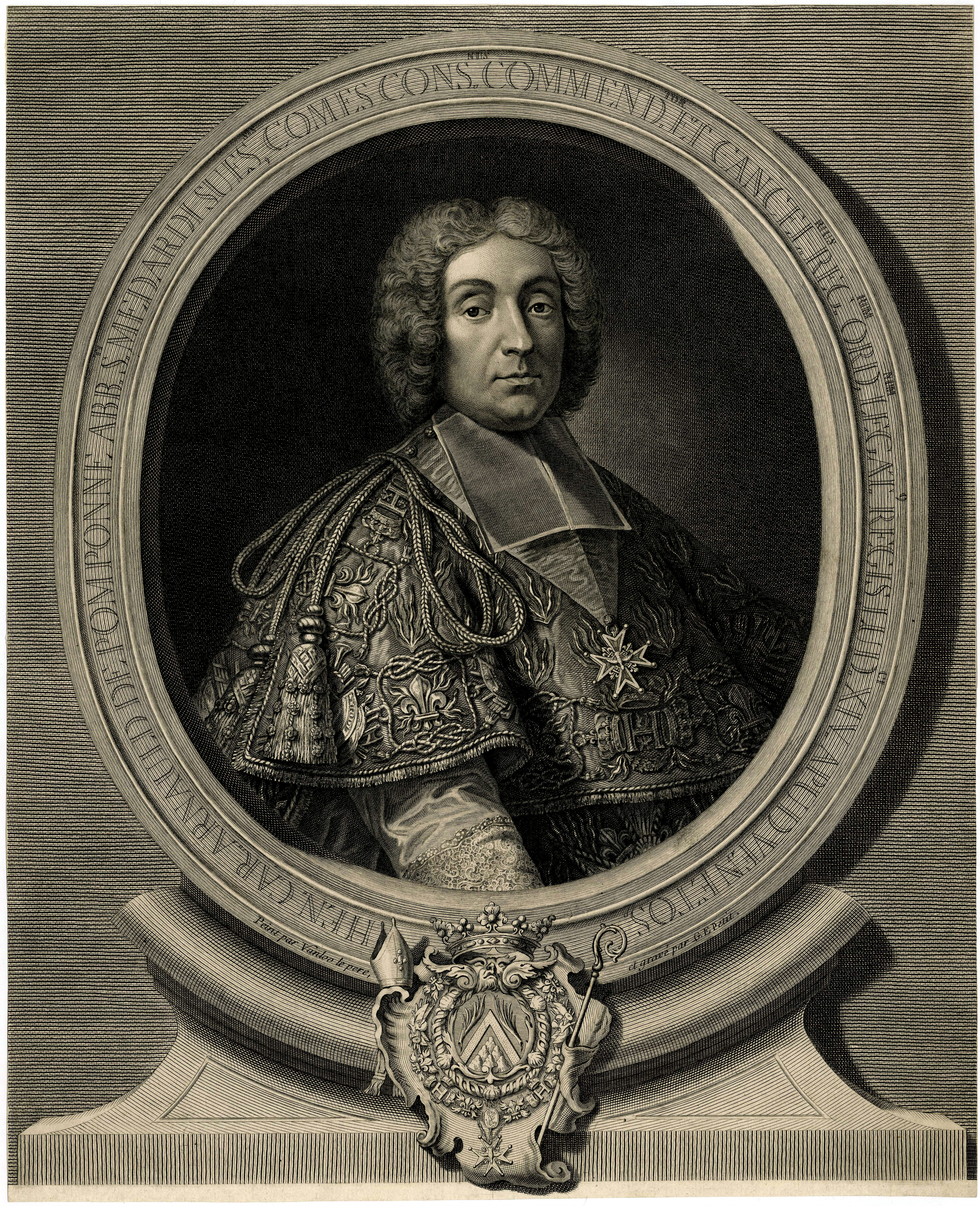
Henri-Charles Arnauld de Pomponne, abbé de Saint-Médard de Soissons, auteur du Règlement Général.

Le Petit serment cesse d'exister dans le courant du XVIIe siècle. L'une des rares reliques restantes est un méreau de plomb représentant sainte Christine, le corps percé de plusieurs flèches, conservé au Musée de Picardie.
Le Grand serment perd son statut de milice et devient une compagnie privilégiée vers la fin du XVIIe siècle, les archers conservant cependant les différents avantages qu'ils avaient en tant que milice.
En retour de ces privilèges, la ville ne leur demande plus que des services assez espacés, de police ou d'apparat. Ils doivent notamment se mettre à la disposition de l'autorité en cas d'alarmes, incendies ou émeutes. Le règlement, dressé le 29 mai 1782 par les officiers municipaux et approuvé par le conseil d'État, stipule qu'au son de la cloche du beffroi, les membres des quatre compagnies doivent se rendre sur les lieux du sinistre, vêtus de leurs chapeaux uniformes et de leur giberne. Ils veillent alors au maintien de l'ordre sous la direction de leurs officiers municipaux et du commandant de place,.
Ils prennent également rang, en uniforme et armes, aux événements religieux ou civils, notamment pour la procession de la Fête-Dieu, le feu de la Saint-Jean, le Te Deum et les feux d'artifice, aux lendemains ou aux anniversaires de victoires, d'entrées de grands personnages ou d'autres événements. Chaque année, les compagnies privilégiées sont présentes au feu de joie du 12 août, sur la place du grand marché, pour commémorer la conquête de la Normandie par Charles VII. Vers les dernières années du règne de Louis XIV, cette pratique semble s'être arrêtée entre 1691 et 1694, soit par la négligence des officiers, soit par un contexte social n'incitant pas à des marques publiques de joie. Elles accompagnent toujours le maire et le corps municipal à la cérémonie la veille de la saint Jean-Baptiste, ainsi qu'au feu du 25 septembre, sur la place de l’hôtel de ville, pour le renouvellement de l'échevinage.
Les archers ne portent plus ni casque ni cotte de mailles, mais un habit de drap blanc à parements bleus galonnés d'argent ; gilet, culotte et bas bleu ; chapeau tricorne à plumet blanc et bleu ; épaulettes de laine blanche ; l'épée au côté ; sur la poitrine, une médaille à l'effigie de saint Sébastien.
Lors des défilés, en tête de leur cortège, on trouve les tambours et les fifres suivis du porte-bannière.
C'est au XVIIe siècle que le tir au Berceau devient une pratique régulière, mais le concours annuel de tir à l'oiseau est maintenu. Les rendez-vous avec les compagnies étrangères ne s'appellent plus les « nobles jours », mais « prix provinciaux » ou « prix généraux », selon l'éloignement des villes participantes.
Alors que les anciens statuts sont élaborés par chaque serment et différent donc de ville en ville, une loi commune est acceptée au XVIIIe siècle par presque toutes les compagnies. Elle est encore en vigueur aujourd'hui, après quelques modifications au cours du temps. C'est le Règlement Général en 70 articles, publié en 1733 par Henri-Charles Arnauld de Pomponne, abbé de Saint-Médard de Soissons, qui se qualifie lui-même de « Grand maître de l'archerie de l'arc en France » parce que les reliques de saint Sébastien sont apportées à son abbaye en 840.
Le Règlement général intègre également les différentes conditions pour qu'un archer puisse prétendre au statut de chevalier. L'archer doit être présenté par une personne déjà adoubée chevalier, puis est reçu à l'assemblée suivante, à la suite d'un vote général. Le chevalier doit alors avoir au moins 25 ans et être marié. Un archer peut cependant être reçu chevalier avant sa majorité, mais ne bénéficiera de son rang qu'à ses 25 ans. Ses fils ne sont soumis qu'à la moitié du prix fixé par la compagnie pour la cotisation annuelle.
Vers le milieu du XVIIIe siècle, l'étendard de la Compagnie est remplacé par une bannière faite de taffetas de soie bleue, semée de fleurs de lis d'or, coupée à angle droit d'une croix blanche cantonnée, au premier et au quatrième quartier, de deux flèches dorées en sautoir et, au deuxième et troisième, d'un arc bandé et armé avec, sur la croix, la date de 1733 correspondant à la rénovation des archers de France par Arnauld de Pomponne. L'étendard se détériorant avec le temps, Théodore Joseph Gérard, capitaine de la Compagnie et fabricant, fait faire un autre drapeau de mêmes couleurs mais sans ornements. Ce nouveau drapeau doit initialement être béni par Louis de Machault d'Arnouville, mais celui-ci différant sans cesse la cérémonie, il est finalement béni par M. Fertel, curé de Saint-Sulpice. Théodore-Joseph Gérard, dernier capitaine des archers en exercice, conserve l'étendard d'origine jusqu'à sa mort en 1831, il est alors récupéré par Jean-Baptiste Madaré, un de ses parents, qui le remet au Musée de Picardie,,.

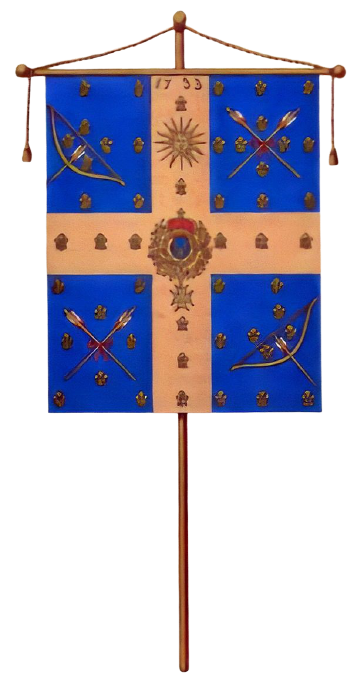
Ancienne bannière de la Compagnie d'arc d'Amiens.
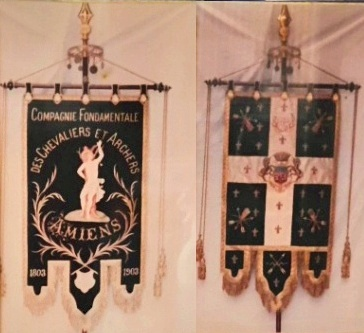
Ancienne bannière de la Compagnie d'arc d'Amiens, vue de devant et de derrière.
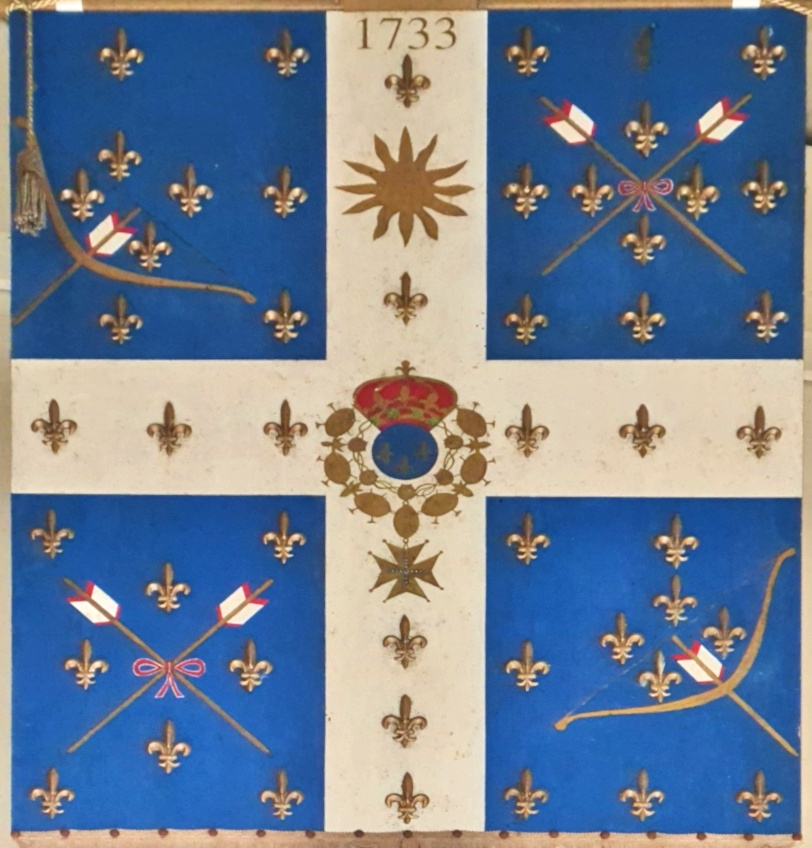
Ancienne bannière de la Compagnie d'arc d'Amiens.

La Révolution française supprime toutes les associations. Les compagnies privilégiées sont alors dissoutes le 13 juin 1790 et leurs biens sont vendus le 16 janvier 1792. Leurs membres sont tenus de rejoindre la garde nationale, en conservant leurs drapeaux et leurs officiers. Ainsi le 27 août 1790, les officiers de la Compagnie viennent déposer leur drapeau à la cathédrale Notre-Dame d'Amiens,.

### Association sportive auXIXesiècle

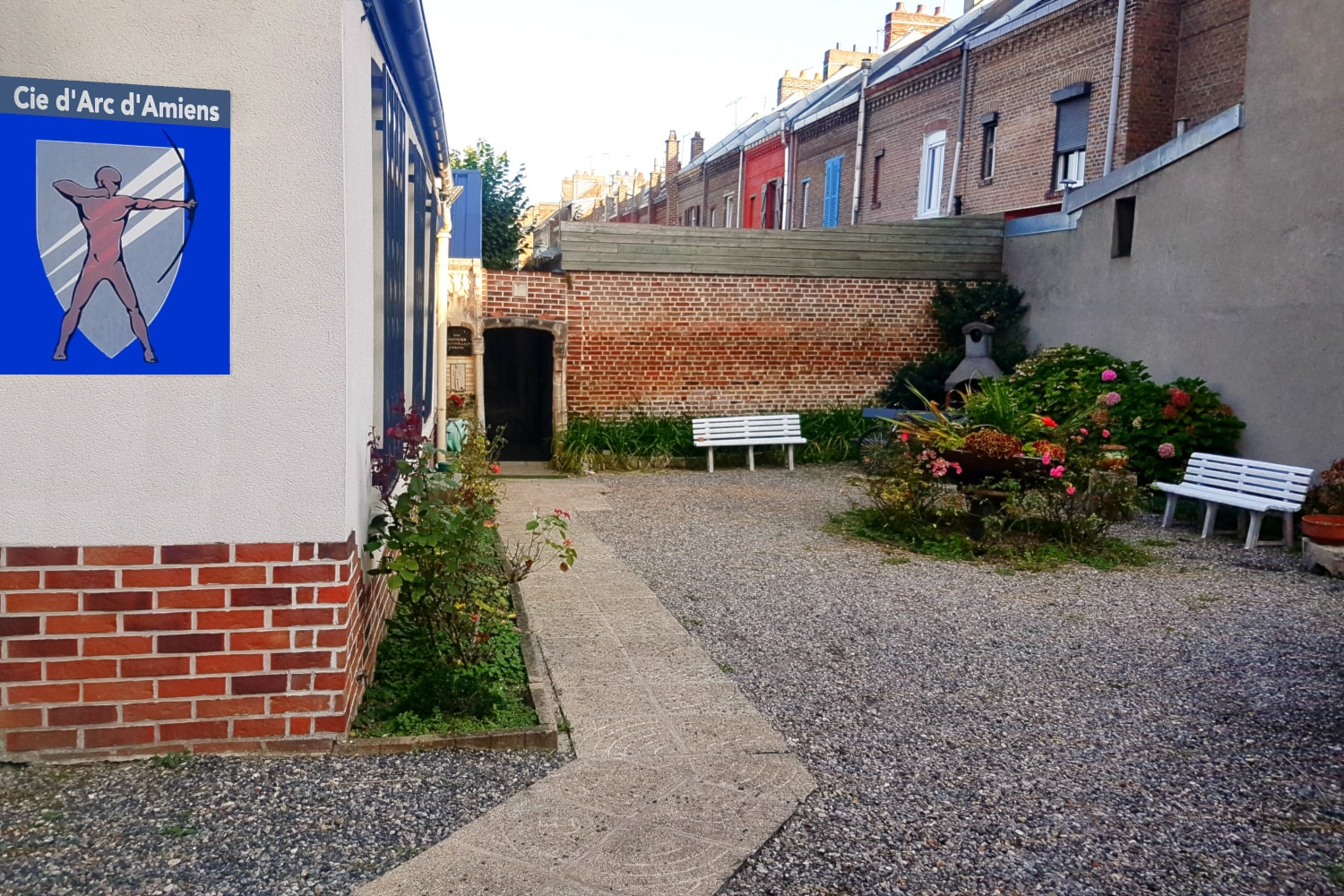
Jeu d'Arc de la Compagnie d'arc d'Amiens, 15 Rue De Lannoy.

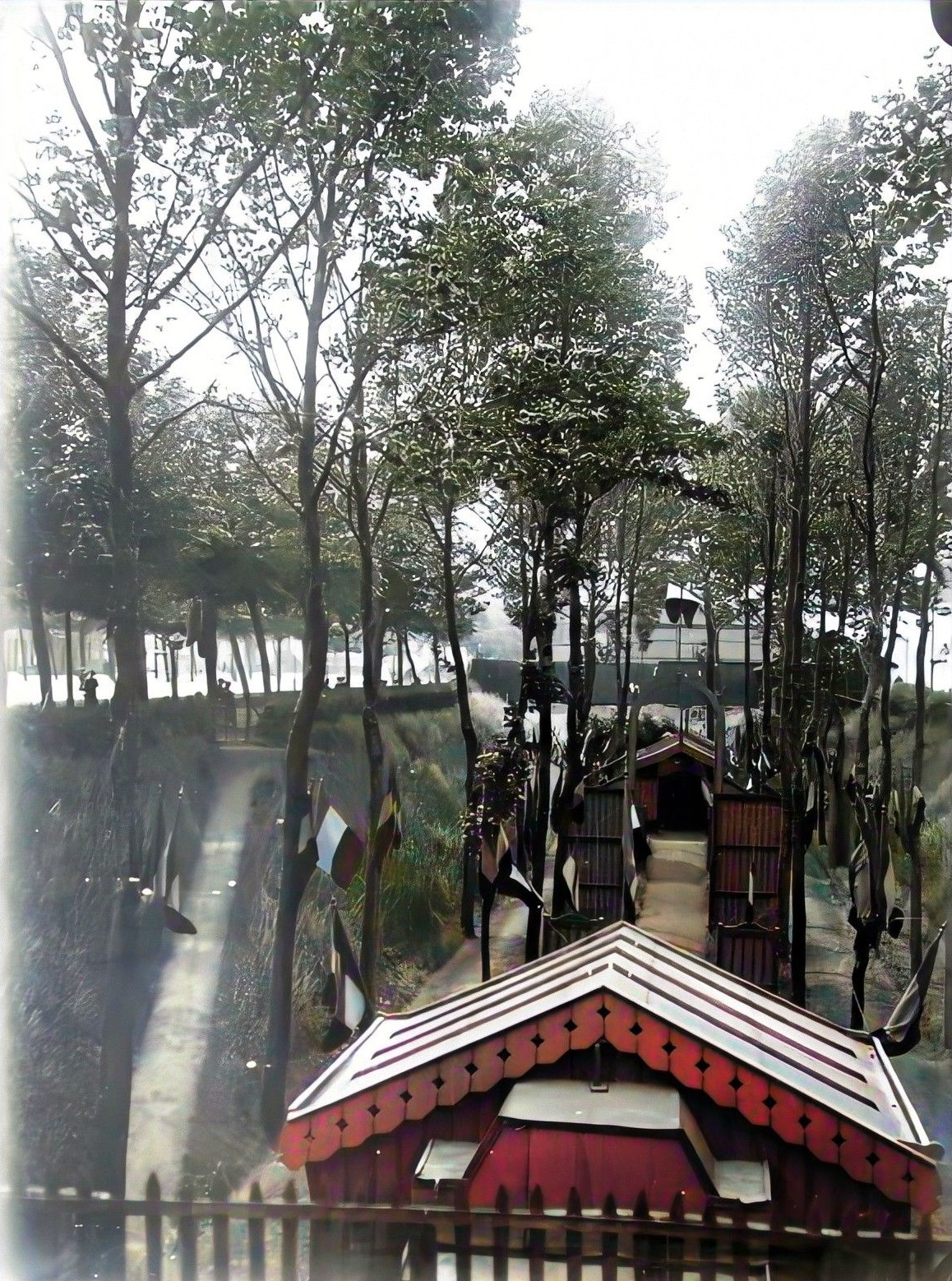
Jeu d'arc en 1903, dans le fossé de la place Longueville à Amiens.

Au début du XIXe siècle, les archers se regroupent en société d'agrément, d'exercice sportif. La Compagnie fondamentale des chevaliers et archers d'Amiens est créée, le 14 novembre 1803, par les descendants d'officiers de la Compagnie du XVIIIe siècle, Gérard et Madaré.
La ville d'Amiens possède jusqu'à quatre associations d'archers simultanément en plus de la Compagnie :
- Ainsi, lors de l'établissement de la gare de chemin de fer en 1845, des cheminots forment une « Société du Nord » en 1852 composée exclusivement d'employés et de mécaniciens des chemins de fer du Nord. Cette société dispose d'un terrain à l'angle de la Voirie et du boulevard de l'Est (actuellement boulevard d'Alsace Lorraine), mais cette compagnie sera éphémère[3]. Pendant leur tir, les archers doivent être coiffés d'une toque écossaise avec brodées dessus deux flèches en sautoir. Les archers ne crient pas « Gare », comme dans d'autres compagnies, mais font retentir trois fois un timbre (sorte de clochette). Ils tirent l'oiseau le premier dimanche de mai. La Société est constituée de 27 membres en 1856[4].
- La « Société du jeu d'arc » est localisée au bastion de Guyencourt, terrain qui lui est concédé par la ville en 1851. Ce jeu d'arc est composé de quatre gardes permettant d'arrêter les flèches mal tirées. Ils tirent l'oiseau le premier dimanche de juillet[4].
- Une autre société, les « Francs-archers » connue également comme l'« Union des francs-archers » est fondée en 1881, leurs archers vénèrent également saint Sébastien et célèbrent sa fête patronale le même jour que la Compagnie, le 20 janvier, à l'église Saint-Jacques[3],[15]. En 1900, leur nombre s'élève à 25 membres[16].
- Une cinquième association aurait été localisée dans le faubourg de Noyon, bien qu'aucune source n'indique qu'il y ait eu une société organisée[4].

À partir de 1852, les différentes compagnies de la ville se disputent le « prix de la ville », le jour de la saint Napoléon, au parc de la Hotoie.
En 1856, le nombre d'archers de la Compagnie s'élève alors à 17. À cette période, le sous-lieutenant remplace l'enseigne. Le nombre de membres monte à 24 en 1900.
En 1903, pour le centenaire de la réorganisation de la compagnie, une bannière lui est offerte, bénie par l'abbé Daveluy.

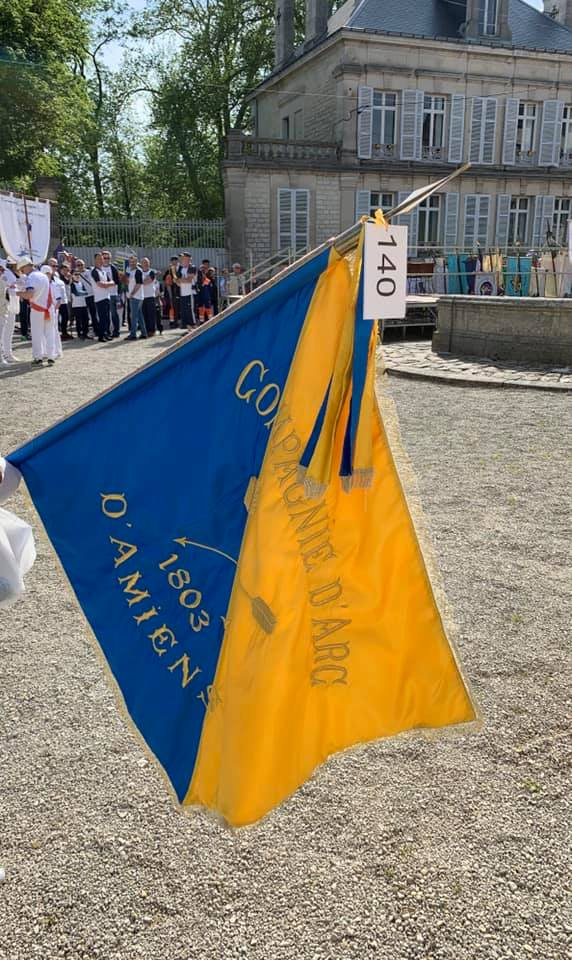
Bannière de la Compagnie d'arc d'Amiens.

La Compagnie fondamentale des chevaliers et archers d'Amiens reste la compagnie qui sait perdurer dans le temps malgré les changements de locaux. Elle doit séjourner tour à tour au bastion de Longueville en 1825, rue du Vivier en 1845, contre le boulevard Fontaine (actuellement boulevard Carnot), puis sur le bastion de Guyencourt, dans l'ancien fossé contre le boulevard Saint-Jacques (actuellement boulevard Faidherbe),. En 1913, le mécène amiénois Edmond Soyez finance le stand actuel, 15 rue de Lannoy. Il est par la suite promu président honoraire de la compagnie, titre qui est inscrit sur l'épitaphe de sa tombe.
L'archer n'a alors plus d'uniforme, mais il doit porter une casquette ornée de quelques emblèmes d'archerie. Les compagnies sont fédérées en « rondes régionales » : celle d'Amiens fait partie de la « ronde de Picardie » que forment 24 compagnies. Dans toutes les rondes, chaque année, les clubs organisent tour à tour le bouquet provincial. Cette fête est le jour d'ouverture d'un concours entre les compagnies de la ronde, qui a lieu tous les dimanches de l'été. Le premier est organisé en 1903 pour le centenaire de la Compagnie,,.

### Club de tir à l'arc depuis leXXesiècle

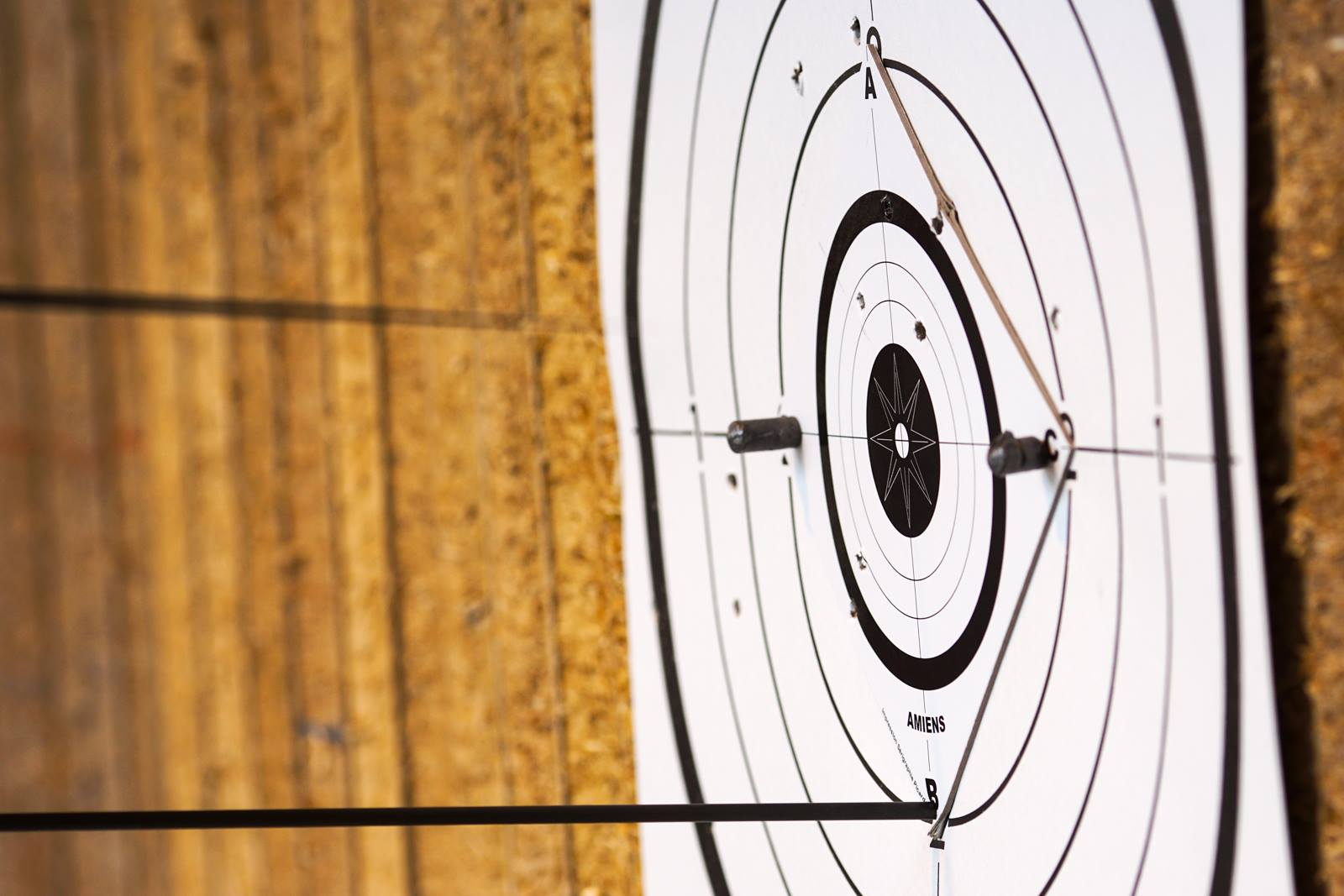
Cible beursault de la Compagnie d'arc d'Amiens avec un marmot au centre.

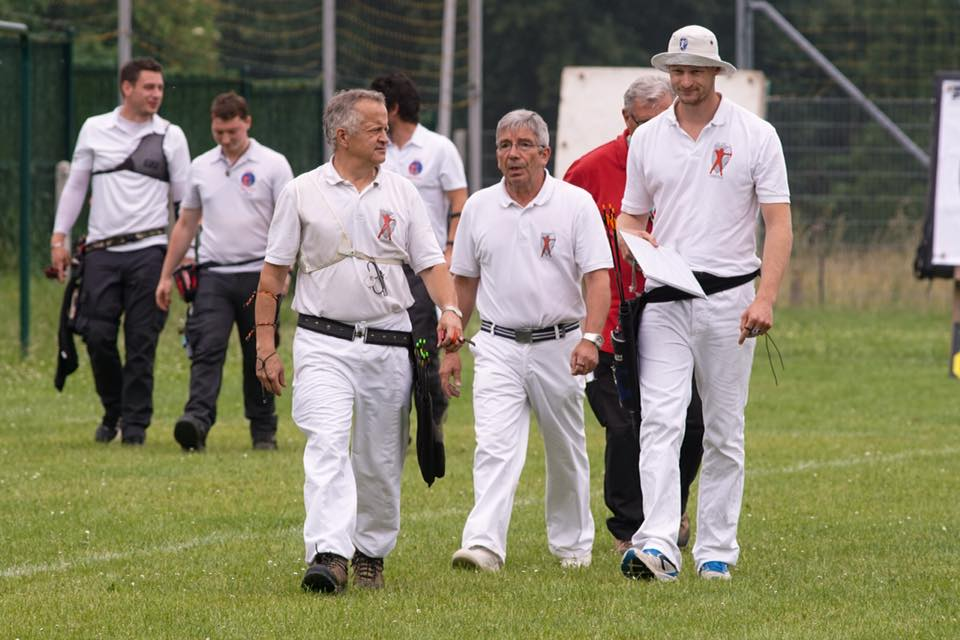
Archers de la Compagnie d'arc d'Amiens lors d'une compétition.

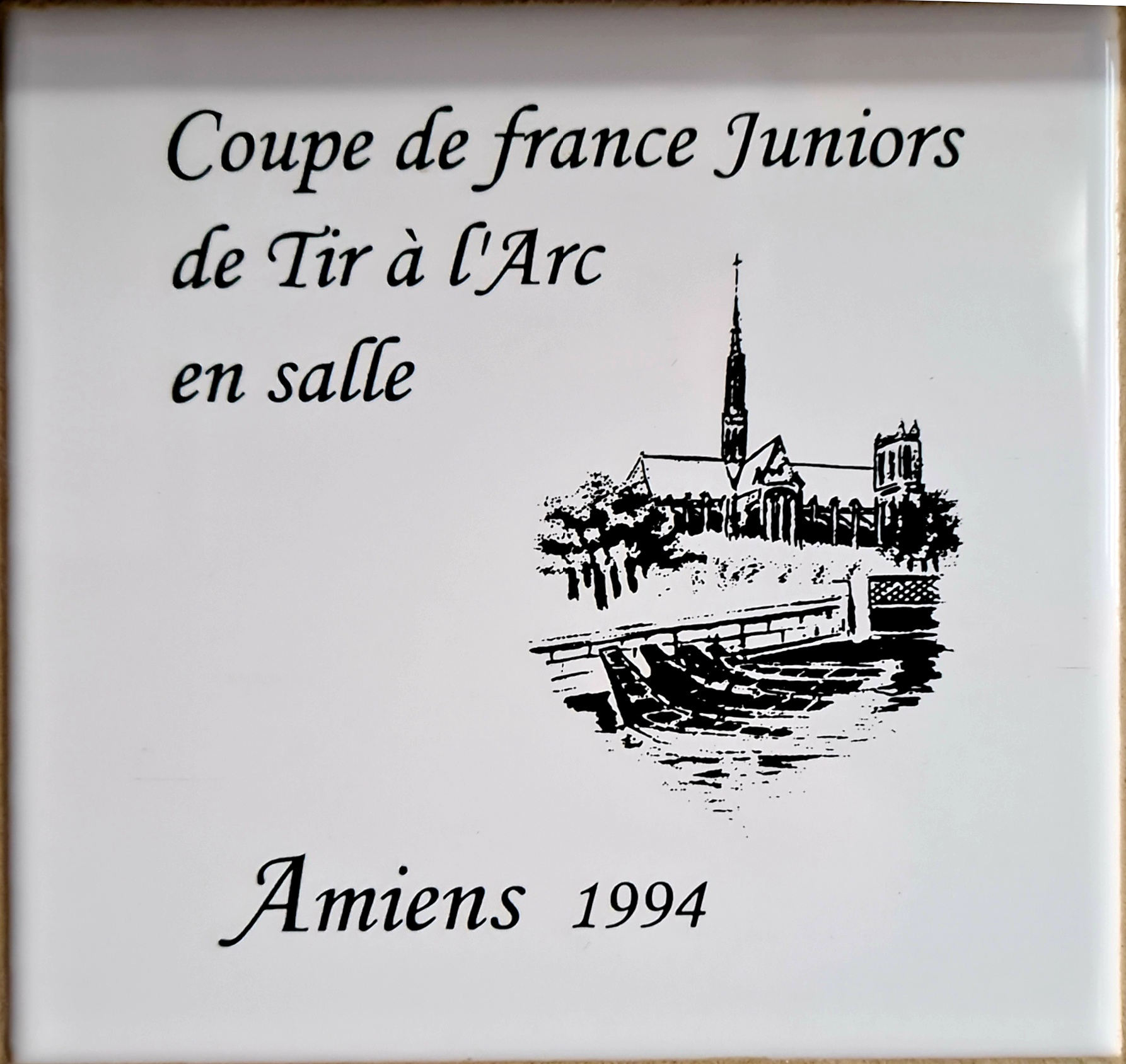
Carreau de faïence créé en 1994 pour l'organisation de la coupe de France junior de tir à l'arc en salle organisée par la Compagnie et exposé actuellement au jeu d'arc.

Le club est affilié à la FFH et à la FFTA, qui lui a attribué le « label bronze »,. La tenue officielle du club se compose d'un pantalon blanc et d'un polo blanc, avec le logo du club sur la poitrine et « Amiens » écrit en rouge dans le dos.
Le 22 août 1955, Fernande Magnier remporte la médaille de bronze au championnat de France beursault dans la catégorie dames, ainsi que la médaille de bronze ex æquo en tir sur cible en plein air. Quatre ans plus tard, le 30 août 1959, elle remporte le titre de championne de France de tir à l'arc en beursault dans la catégorie dames, à Noyon.
En 1986, Pascal Colmaire remporte, pour l'équipe de France, une médaille d'or par équipe mixte au championnat d'Europe de tir en campagne et au championnat du monde de tir en campagne de 1986,.
En 1990, un dojo de kyūdō est construit à Amiens pour un club nouvellement formé, mais celui-ci est détruit par un incendie avant son inauguration, empêchant le club de poursuivre sa pratique.
En 1994, le club organise la coupe de France junior de tir à l'arc en salle.
Au niveau national, on note plusieurs médailles aux championnats de France entre 2000 et 2023. En tir fédéral, le club obtient 3 médailles d'or et 1 médaille d'argent. En tir Beursault, 4 médailles d'or, 2 médailles d'argent et 5 médailles de bronze. En tir nature, ce sont Christine Thomas et Clément Thomas qui ramènent 2 médaille d'or, 3 médailles d'argent et 1 médaille de bronze. En tir 3D, ce sont toujours les deux mêmes archers qui remportent 2 médailles d'or, 2 médailles d'argent et 1 médaille de bronze, et deux jeunes archers, Sirine Mahjoub et Noé Klawinski complètent ce palmarès avec 2 médailles de bronze.
Au niveau international, on peut noter la présence de l'amiénois Sylvain Vicogne qui, entre 2000 et 2008, remporte 4 médailles d'or, 1 médaille d'argent et 1 médaille de bronze aux jeux mondiaux des policiers et pompiers et aux Jeux mondiaux des sapeurs-pompiers.
En 2012, le club compte 95 licenciés. Cette année là, du 29 août au 1er septembre 2012, la Compagnie d'arc d'Amiens organise les championnats de France de tir à l'arc FITA à l'Hippodrome d'Amiens.
En 2018, un autre club de tir à l'arc et de sarbacane est fondé à Amiens, « Sarb’Arc’Am », affilié non pas à la Fédération française de tir à l'arc mais à l'UFOLEP.
En 2020, deux archers du club, Florent Wiart et Sébastien Tétu, représentent l'université de Picardie Jules-Verne au championnat de France universitaire de tir à l'arc et remportent une médaille de bronze par équipe en catégorie arc classique.
En 2022, le label bronze de la compagnie se transforme en label ambition. Ce nouveau système n'est plus basé sur 3 niveaux mais sur 4, le label ambition étant le second niveau. Ce nouveau label s'accompagne de 3 certifications : 
- Mixité : Le club compte plus de 38% de femmes.
- Compétition : Le club propose une offre de qualité aux compétiteurs et s'implique dans la vie fédérale.
- Animation / Découverte : Le club propose des pratiques de loisir et incite à la découverte du tir à l'arc.

## Événements
Le club organise chaque année un concours de tir en salle, un concours de tir FITA/fédéral, un parcours campagne et un tir nature (généralement au parc de Samara), ainsi qu'un concours pour les jeunes.

### Tir à l'oiseau

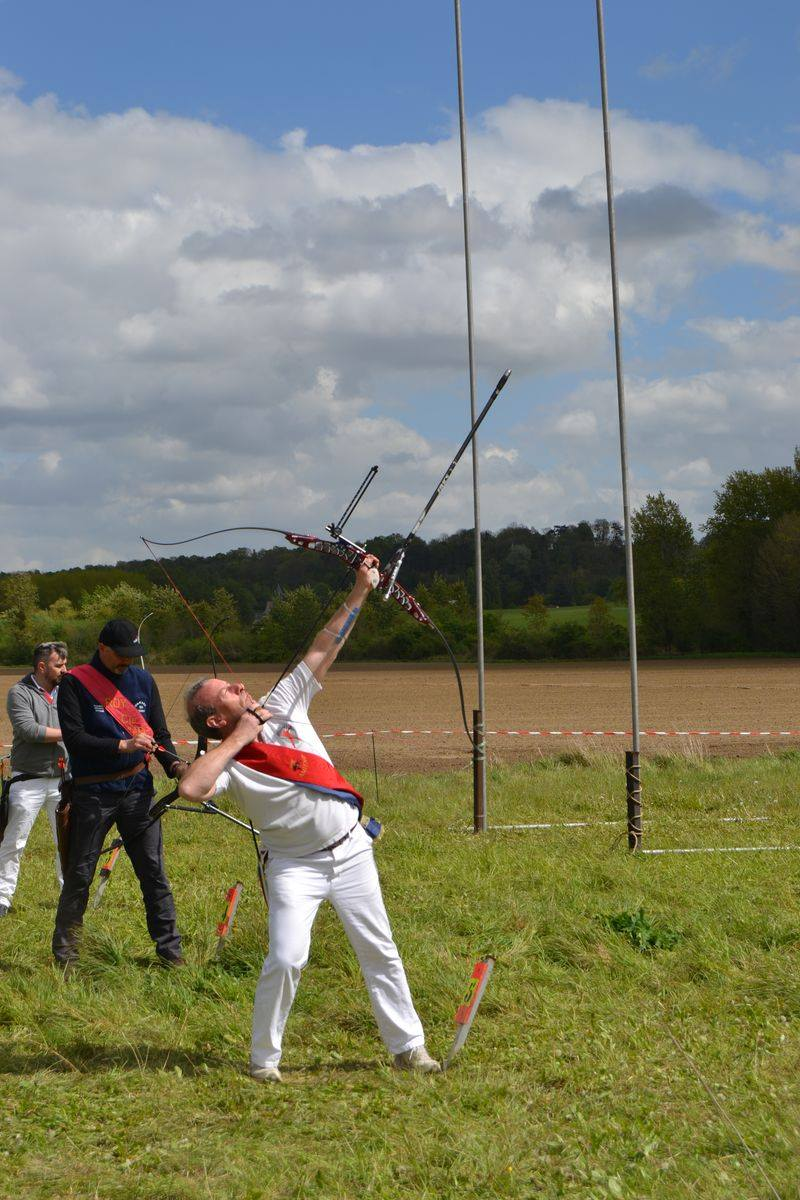
Tir du Roy de France avec le Roy de la Compagnie d'arc d'Amiens en train de tirer l'oiseau.

Chaque année a lieu un tir à l'oiseau pour déterminer le « Roy » de la Compagnie. L'oiseau est en bois, de la forme en usage dans chaque compagnie. Il est posé sur deux pattes de bois, avec interdiction d'y mettre un fer ou un laiton qui puisse porter préjudice à l'abattage de l'oiseau. Il faut abattre le corps entier en le frappant avec la flèche, et non l'effleurer. Depuis le XVIIIe siècle, la configuration des terrains des compagnies ne permettant pas toujours un tir vertical comme le veut la tradition, ce tir peut s'effectuer dans le jeu d'arc, sur terrain plat, à un peu moins de 50 mètres,. Depuis 1978, ce concours est également ouvert aux enfants de moins de 14 ans qui peuvent ainsi devenir « Roitelet(te) », leur distance est adaptée, ils peuvent tirer à 30 mètres,.
Depuis 1951 la Fédération française de tir à l'arc a également mis en place un tir pour déterminer le « Roy de France ». Chaque année, le Roy de la Compagnie représente donc la Compagnie. Cette épreuve se déroule en suivant les règles officielles, en tirant sur une perche verticale de 15 mètres de haut avec, à son extrémité, un oiseau en bois.

### Bouquet provincial
Le bouquet provincial est organisé à Amiens à cinq reprises, en 1893, 1899, 1903, 1911 et 1939,.
En 1899, 100 compagnies sont présentes et font participer 1500 archers.
Le 7 juin 1903, la Compagnie d'arc d'Amiens organise le bouquet provincial, avec l'aide de l'« Union des francs-archers ». 150 compagnies sont présentes lors du défilé. Le défilé commence le matin vers 10 h, il se compose d'une centaine de tambours suivant le tambour-major des archers. Puis défilent ensuite : les pautons (grandes cibles utilisées pour le concours), les prix d'honneurs, les notabilités, les membres du comité du concours et les compagnies menées par leurs officiers vêtus de leurs insignes, avec leurs drapeaux. Les archers des compagnies défilent par rang de 4 avec leur arc en main. L'après-midi, après le défilé, les archers concourent lors de la « partie de jardin ». Cette cérémonie est la préface du concours qui se déroule lors des semaines suivantes, à l'issue desquelles, 15 jours après la clôture du tournoi, des prix sont remis aux meilleurs archers

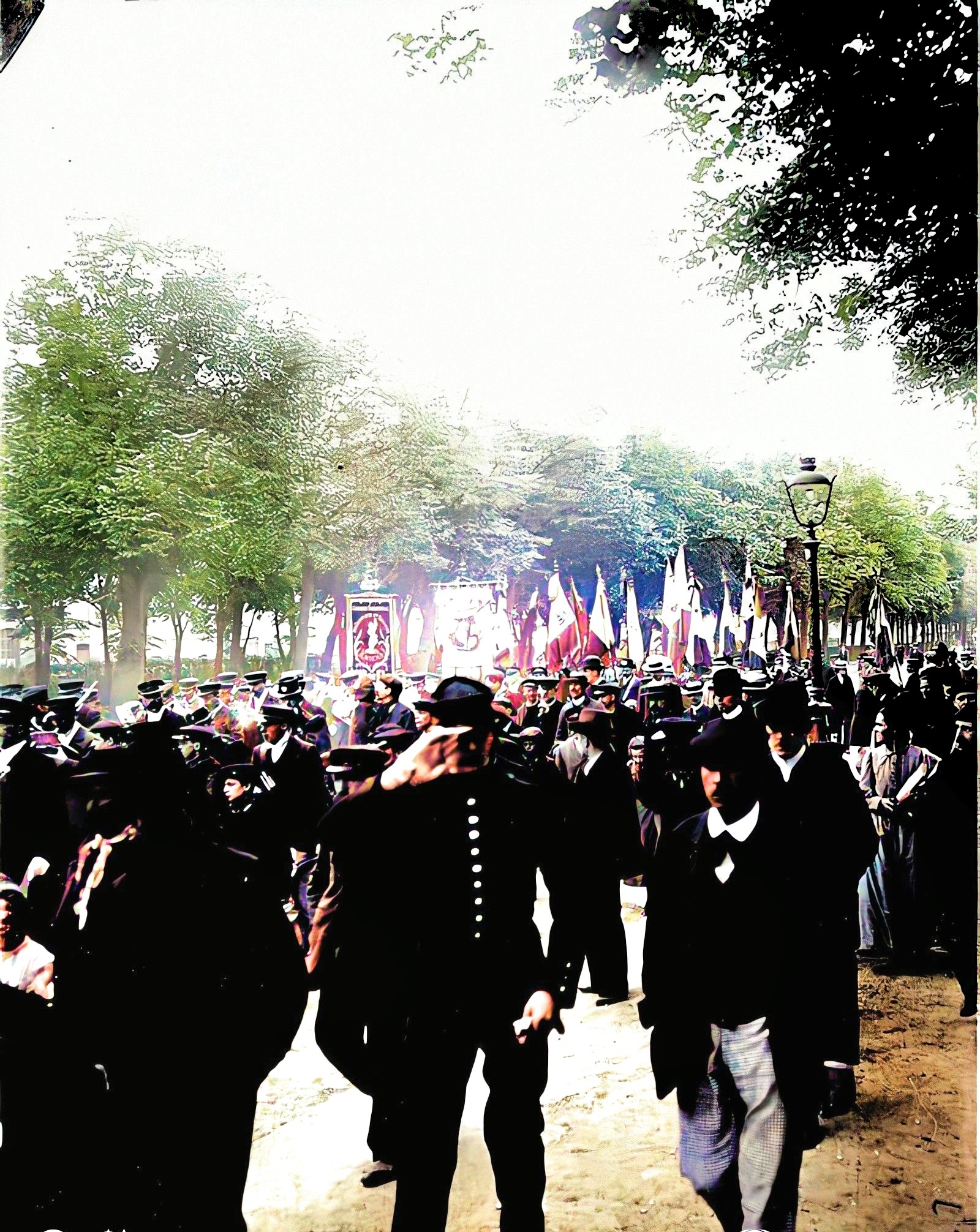
Défilé de la Compagnie fondamentale des chevaliers et archers d'Amiens arborant sa bannière en 1903.
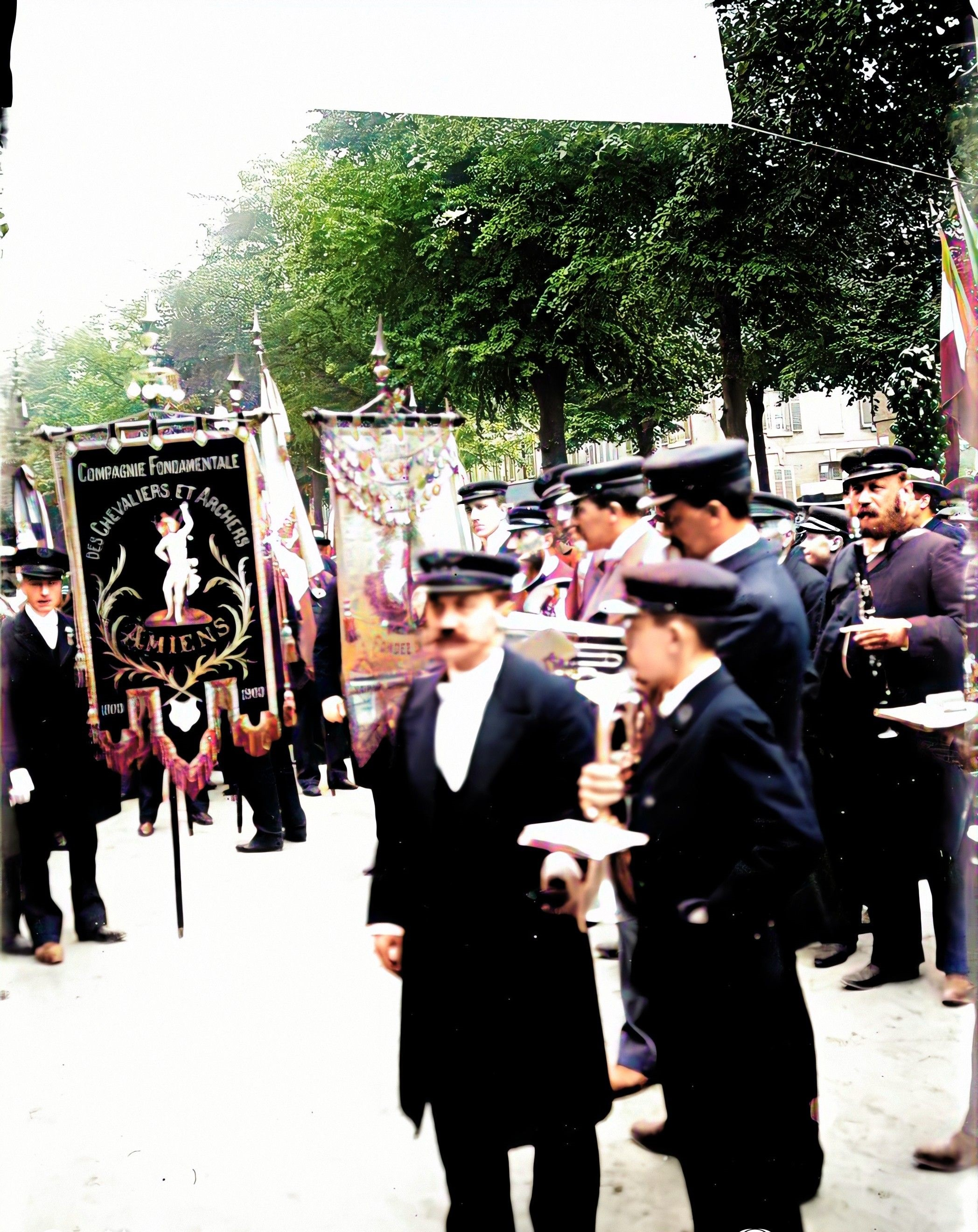
Défilé de la Compagnie fondamentale des chevaliers et archers d'Amiens arborant sa bannière en 1903.
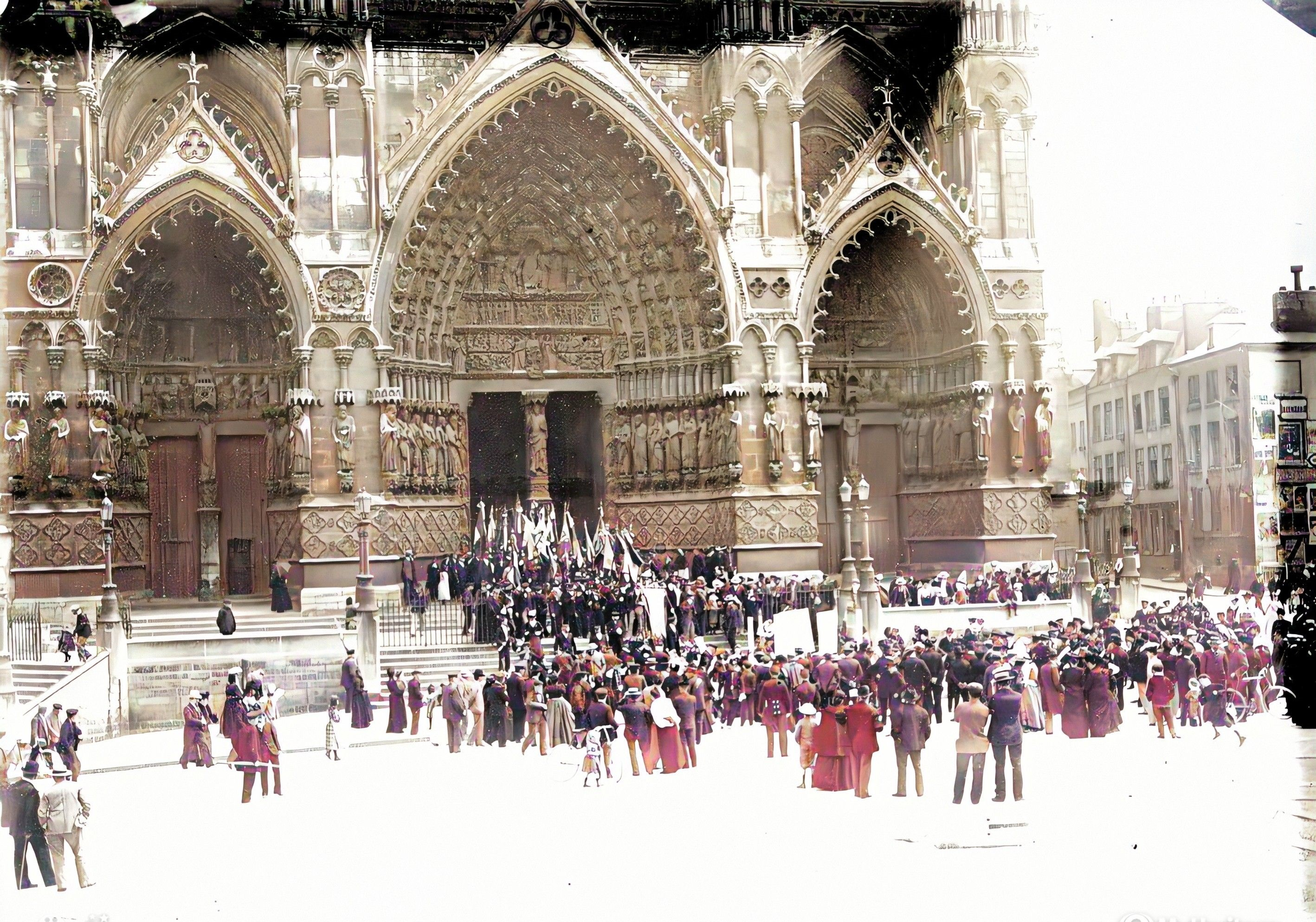
Le rassemblement de la Compagnie fondamentale des chevaliers et des archers d'Amiens en 1903 sur le parvis de la cathédrale Notre-Dame d'Amiens.

Le 7 mai 1911, le défilé passe notamment devant la cathédrale Notre-Dame d'Amiens.

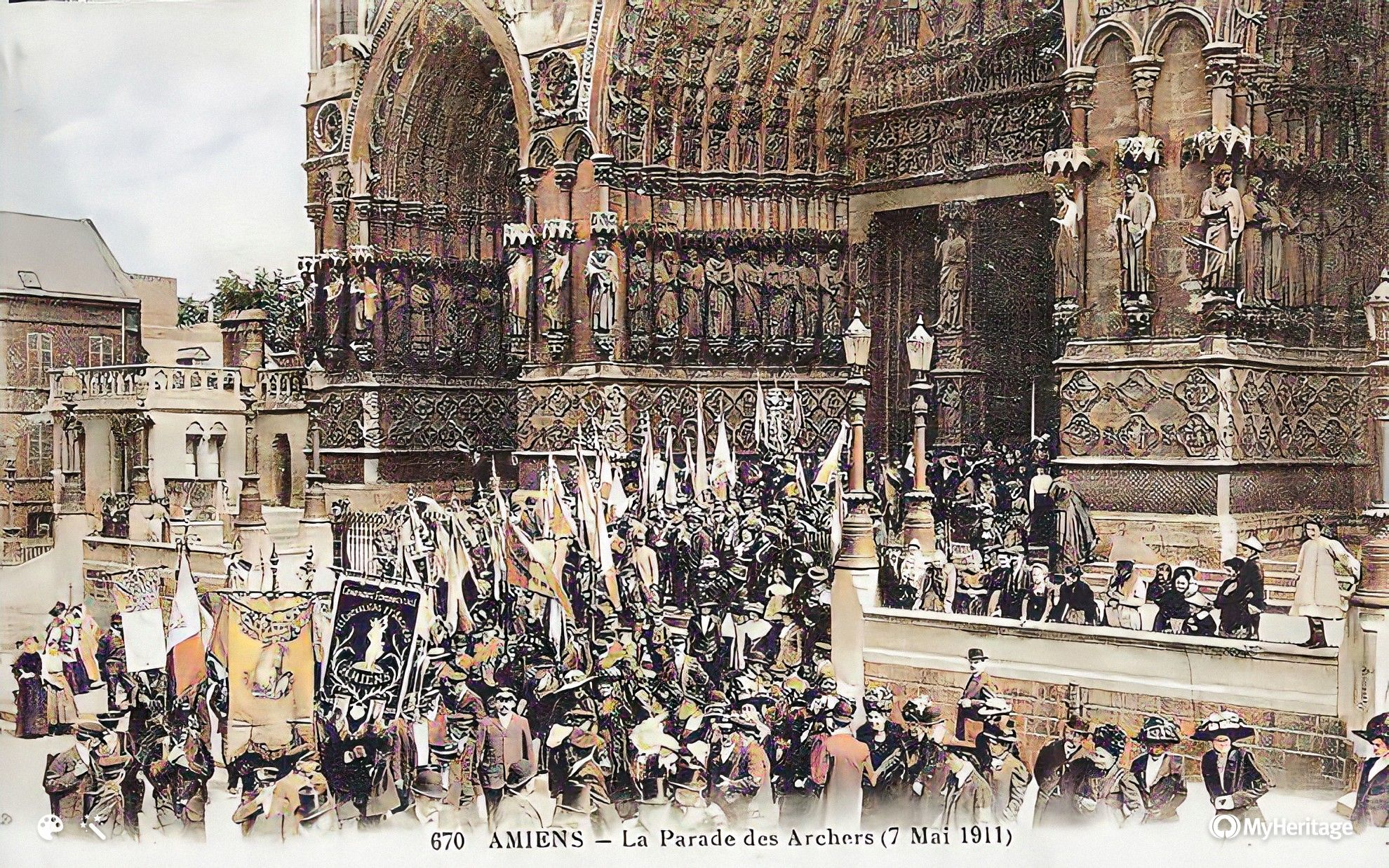
Amiens, bouquet provincial de 1911 sur le parvis de la cathédrale Notre-Dame d'Amiens.

Le dimanche 28 mai 1939, la Compagnie organise le bouquet provincial à Amiens et parvient à rassembler 63 compagnies d'archers. Les compagnies se rassemblent dans un premier temps sur le boulevard Thiers vers 10 h, accompagnées des compagnies musicales de la ville. Quinze minutes plus tard, le cortège démarre avec la bannière de la Compagnie porté par le Roy de la Compagnie, M. Laignier ; il est encadré par les bannières de Rollot et Andechy. On notera la présence dans ce défilé des « Demoiselles d'Amiens », de la fanfare des sapeurs-pompiers, des « fillettes du patronage de Saint-Leu, des Ardentes de Saint-Jacques, de Gérard de Berny - sénateur et connétable de la Compagnie - ainsi que du président de la FFTA, Léon Heraude. Le défilé passe notamment devant le monument aux morts, où les archers s'arrêtent pour déposer une gerbe au son de la Marseillaise, interprétée par la fanfare des sapeurs-pompiers. Le cortège se rend ensuite à l'Hôtel de Berny. La cérémonie a lieu à cet endroit en présence de dizaines de personnalités politiques, religieuses et militaires, notamment de l'évêque d'Amiens et de M. Monnier, préfet de la Somme. Les archers se rendent ensuite à la cathédrale Notre-Dame d'Amiens pour célébrer la messe. Dans l'après-midi, 400 archers se rendent au parc de la Hotoie, pour participer à divers concours de tir à l'arc. Ces épreuves permettent de remporter 449 prix d'une valeur de 25 000 francs en espèces ou objets d'art (12 500 euros actuels).

### Championnat de France 2012

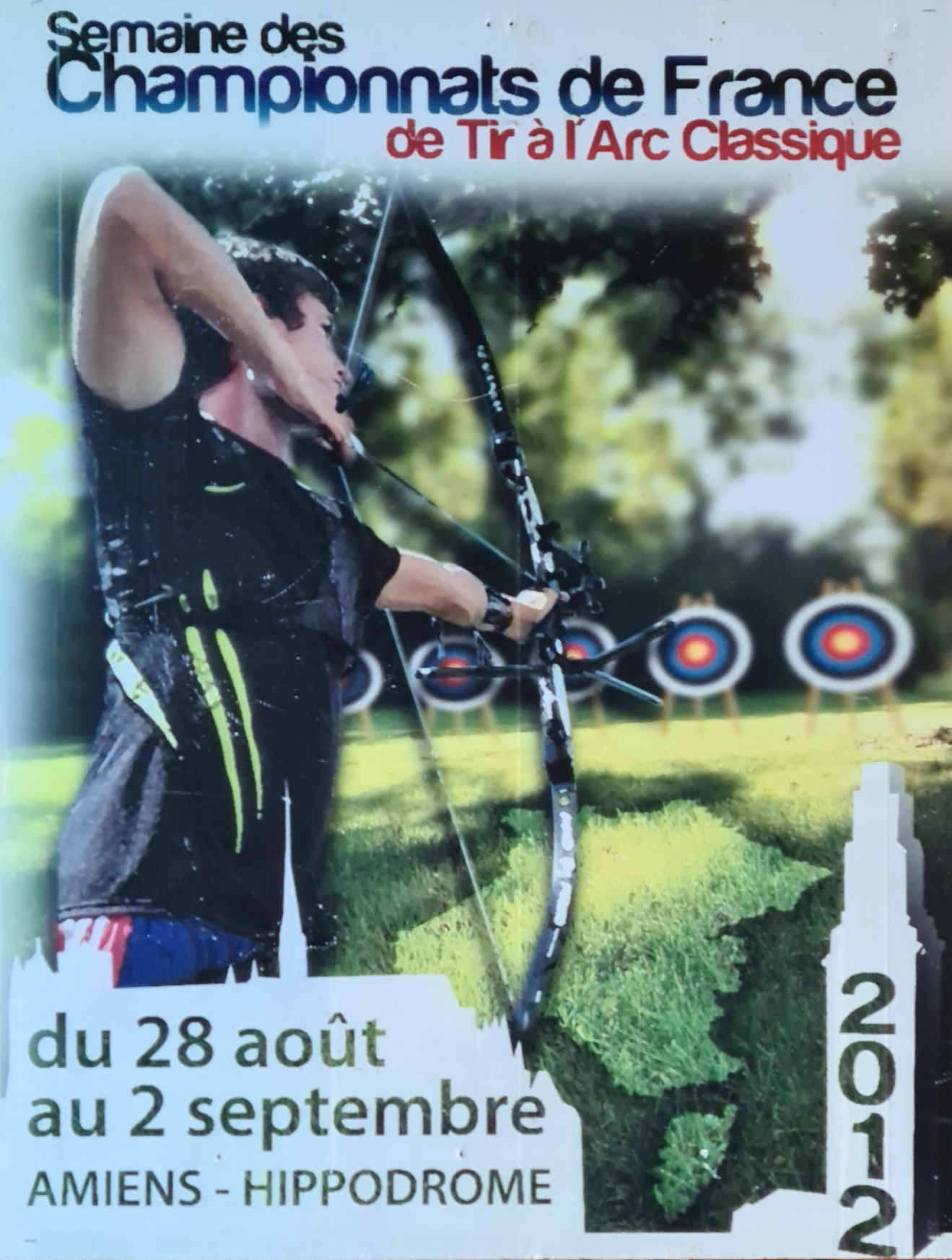
Affiche des Championnats de France de tir à l'arc à Amiens en 2012.

Du 29 août au 1er septembre 2012, la Compagnie d'arc d'Amiens organise les championnats de France de tir à l'arc FITA à l'Hippodrome d'Amiens. C'est le premier championnat de France organisé à Amiens. 68 cibles sont installées grâce au travail de plus de 110 licenciés, le club amiénois a reçu l'aide des clubs de la Somme, notamment Villers-Bretonneux, Cachy, Moreuil, Corbie et Piennes. La compagnie reçoit le « Prix de la manifestation sportive 2012 » du Comité départemental olympique et sportif de la Somme pour l'organisation de cet événement.
Les résultats sont les suivants en arc classique, :
| Catégorie | Médaille           | Archer           | Club                                  |
| --------- | ------------------ | ---------------- | ------------------------------------- |
| Femmes    | Médaille d'or      | Cyrielle Cotry   | Les Archers de Compiègne              |
| Femmes    | Médaille d'argent  | Bérengère Schuh  | La Sentinelle de Brienon sur Armançon |
| Femmes    | Médaille de bronze | Sophie Dodémont  | Compagnie d'arc de Villiers-le-Bel    |
| Hommes    | Médaille d'or      | Thomas Faucheron | Compagnie d’archers de Rennes         |
| Hommes    | Médaille d'argent  | Gaël Prévost     | Les Archers riomois                   |
| Hommes    | Médaille de bronze | Romain Girouille | Compagnie d’archers de Rennes         |

## Dirigeants
| Poste                       | Nom               |
| --------------------------- | ----------------- |
| Capitaine / Président       | Paul Foulon       |
| Lieutenant / Vice-président | Claude Cagé       |
| Trésorier                   | Christian Trefcon |
| Trésorier-adjoint           | Arnaud Jesson     |
| Secrétaire                  | Elise Foulon      |
| Secrétaire-adjointe         | Nathalie Pronnier |
| Membre du Bureau            | Christine Thomas  |
| Membre du Bureau            | Eric Cadran       |
| Membre du Bureau            | Erwanez coffinier |
| Membre du Bureau            | Pascal Gerbet     |
| Membre du Bureau            | Laurent Coffinier |

### Anciens capitaines

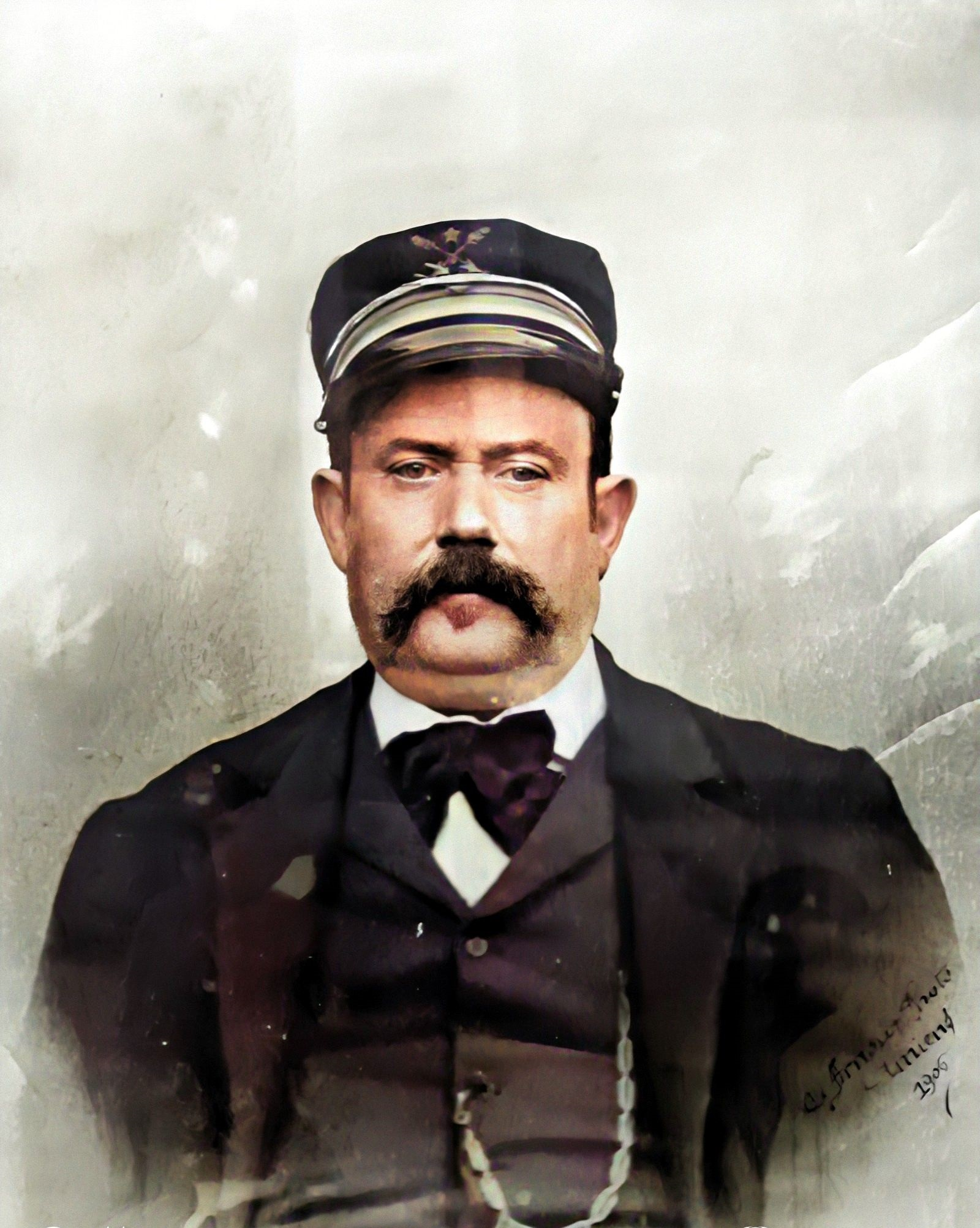
Elie Goubet, capitaine de la Compagnie d'arc d'Amiens de 1898 à 1899 et de 1904 à 1905.

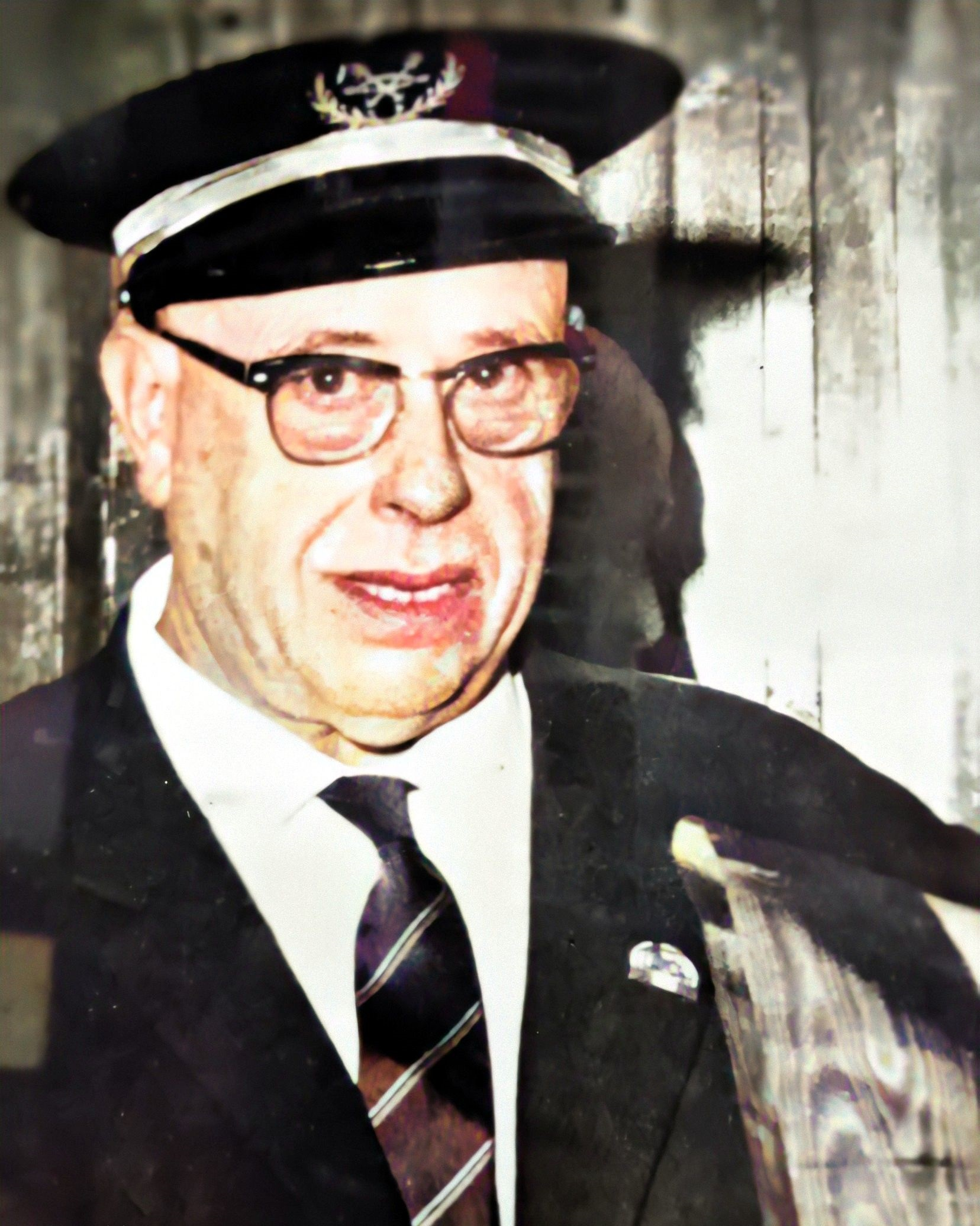
Germain Magnier, capitaine de 1951 à 1974 et connétable de la Compagnie d'arc d'Amiens.

Dans les compagnies privilégiées, le capitaine est élu en même temps que les autres officiers, en présence du maire, pour un an, le jour de la saint Sébastien. Il doit alors prêter serment à Dieu et à saint Sébastien. Il promet notamment de garder intact et de faire respecter les statuts de la compagnie, d'empêcher le blasphème envers Dieu, de ne pas comploter contre la ville ou la compagnie, d'entretenir le jardin d'arc, de remettre chaque dimanche les fonds du roi et de contrôler les armes de la compagnie. Le Livret noir contenant les ordonnances relatives à la sécurité de la ville spécifie que cette inspection doit avoir lieu au moins quatre fois par an. Le capitaine se voit infliger la moitié de l'amende si le matériel de ses confrères est incomplet ou défectueux. L'équipement individuel étant alors constitué d'un morion, d'une arquebuse, d'une livre de poudre à canon et d'une ceinture avec épée et dague.
Dans le format associatif actuel de la Compagnie, le capitaine est désigné légalement en tant que président de l'association et fait partie d'un conseil élu à bulletins secrets, tous les quatre ans, lors de l'assemblée générale.
| Début | Fin  | Nom                    |
| ----- | ---- | ---------------------- |
|       | 1790 | Théodore Joseph Gérard |

## Infrastructures

### Jeu d'arc

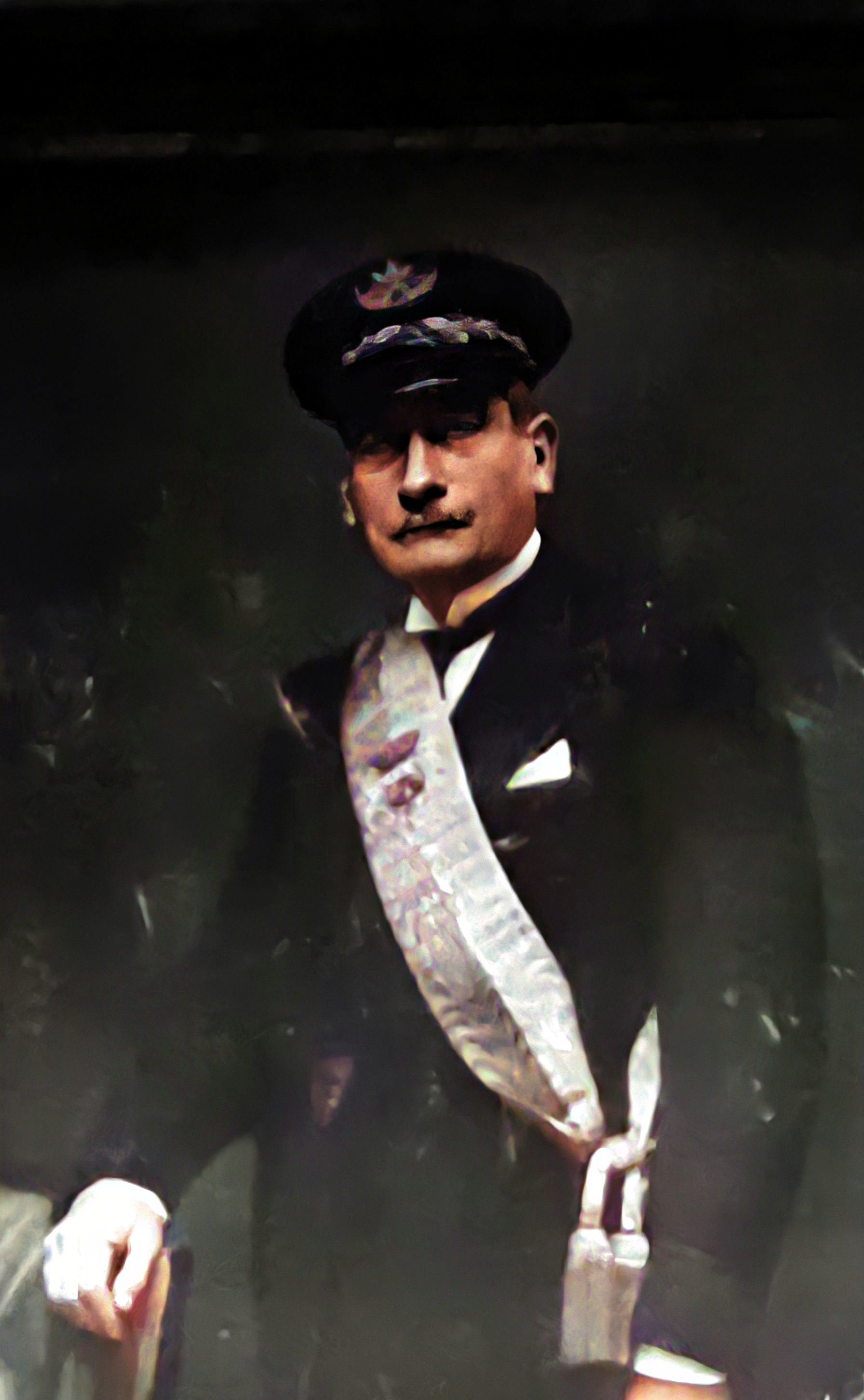
Gérard de Berny, connétable de la Compagnie.

Depuis 1913, grâce au mécène amiénois Edmond Soyez, le siège social de l'association se situe 15, rue de Lannoy à Amiens. Le second jeu d'arc est offert à la compagnie par le connétable Gérard de Berny. L'association étant propriétaire, les entraînements sont en libre accès sans restrictions d'horaires pour les membres du club. Ce local comprend une salle d'armes où les archers peuvent monter leurs arcs et où les trophées par équipes sont exposés, ainsi que deux jeux d'arc d'une distance d'environ 50 mètres chacun. La longueur totale de ce local est donc d'environ 120 mètres. Pour une largeur d'environ 8 mètres, le terrain étant situé entre les jardins des maisons.
Chaque jeu d'arc est composé d'une allée centrale appelée « allée du Roy », qui ne peut être empruntée que par le Roy de la compagnie, et de deux allées latérales appelés « allées des chevaliers », que les autres archers utilisent pour se déplacer.

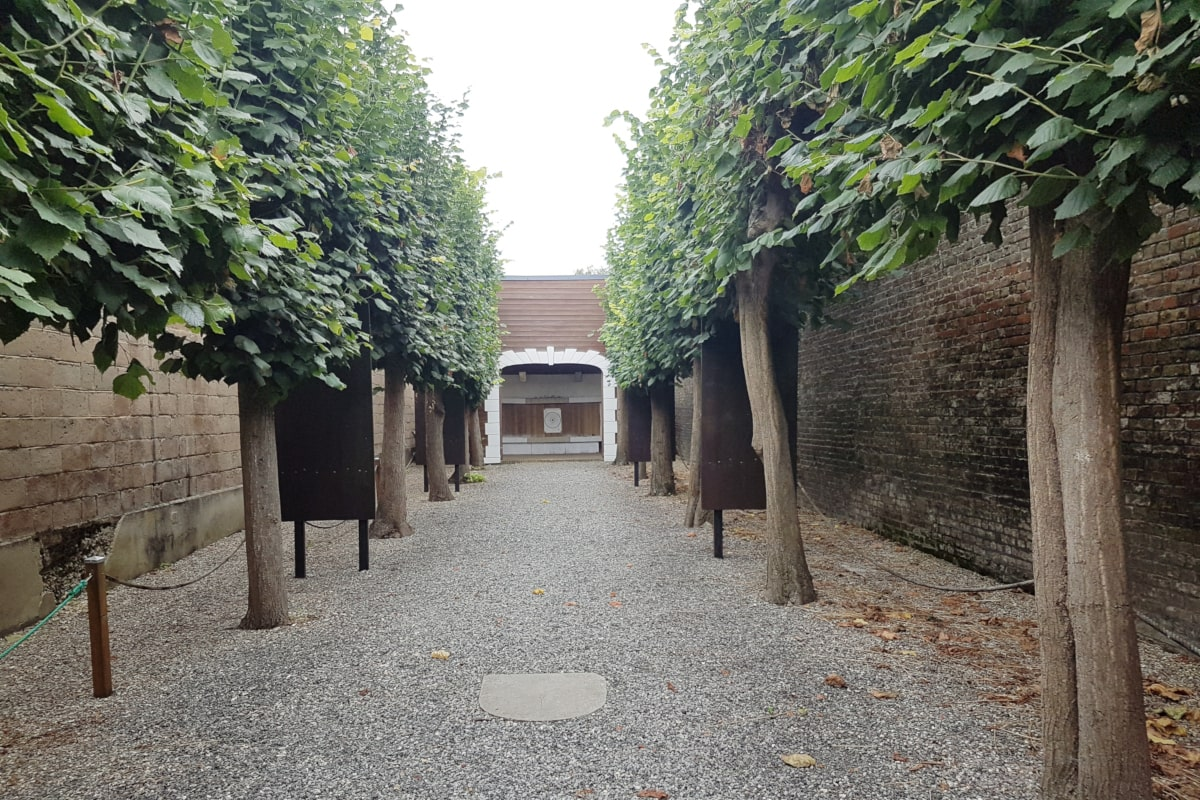
Jeu d'arc de la Compagnie d'arc d'Amiens.
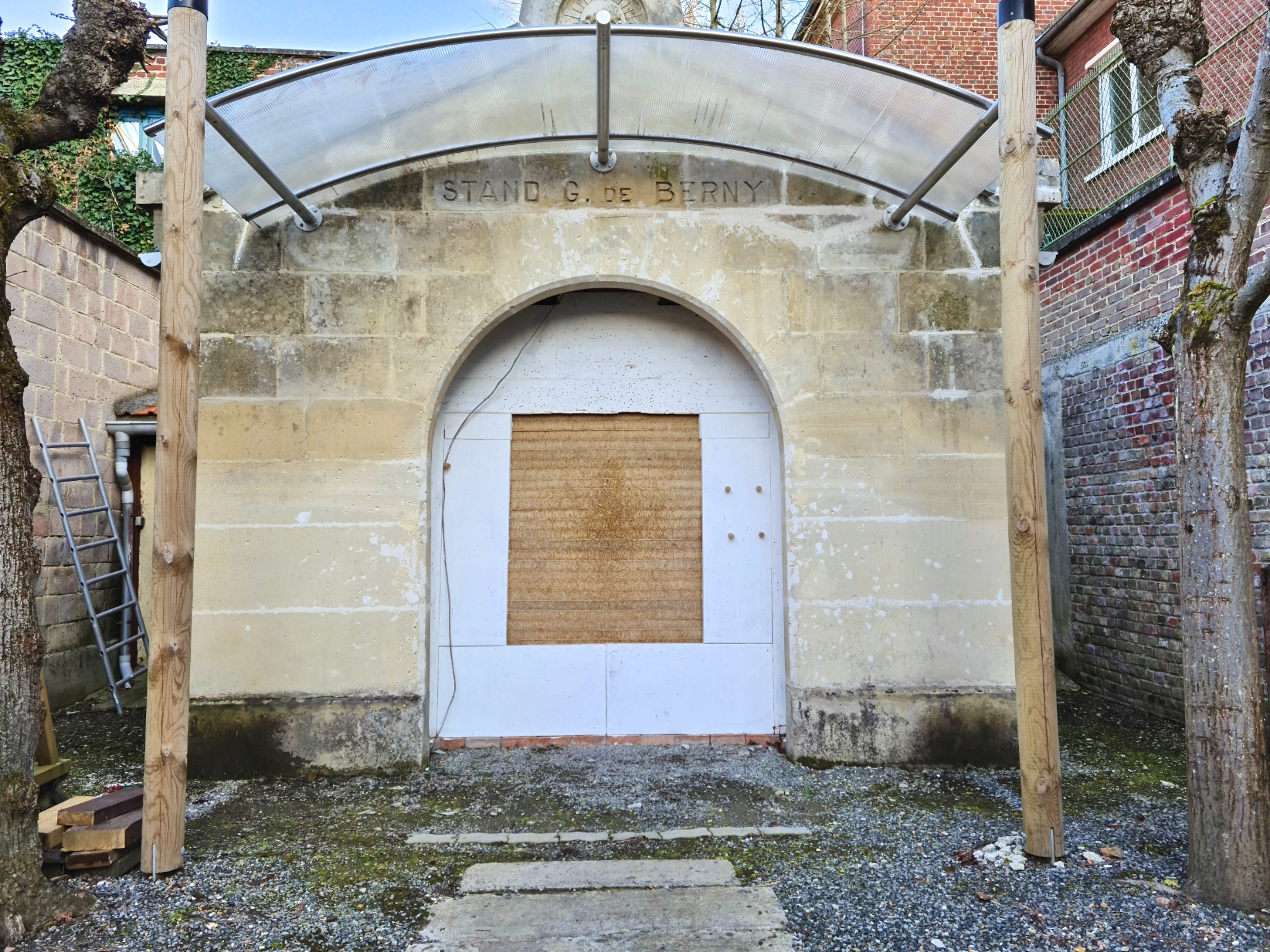
Second jeu d'arc de la Compagnie offert par Gérard de Berny, avec son nom inscrit dans la pierre.

Le 26 mars 2022, la Compagnie reçoit lors de l'assemblée générale de la FFTA à Charenton-le-Pont, le titre de plus beau jardin d'arc de France pour l'édition 2021. Ce concours est organisé tous les deux ans auprès des compagnies et clubs possédant un jardin d’arc, dans le but de mettre en valeur le patrimoine et les traditions de l'archerie. Il se distingue en 3 catégories : les jardins construits avant 1945, entre 1946 et 1999 et après 2000. La Compagnie remporte donc le prix de la première catégorie, le jardin d'arc datant de 1913. Le jury est composé des membres de la Commission valeurs & tradition de la FFTA, d’un membre du service communication FFTA et d’un élu du comité directeur de la FFTA. Ils évaluent sur plusieurs critères, notamment la préservation des installations, le fleurissement et la mise en valeur du patrimoine. Le club obtient donc la meilleure note devant les compagnies d'Esbly et de St Leu d'Esserent,,.

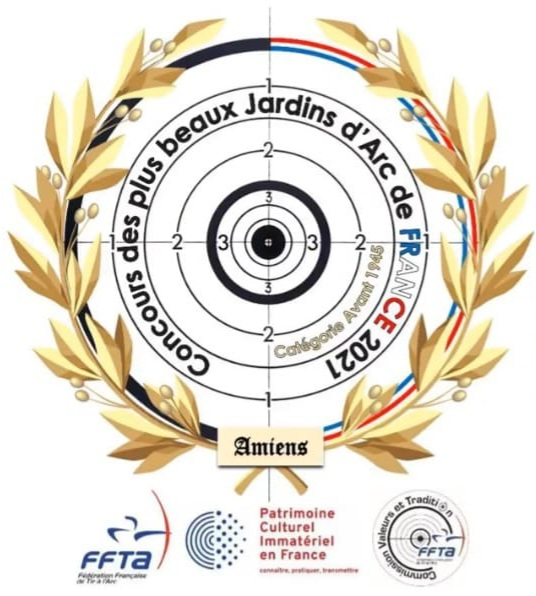
Plaque du plus beau jardin d'arc de France, attribuée à la Compagnie d'arc d'Amiens.

### Gymnase Jean Renaux
Pour la saison hiver, les entraînements se déroulent au gymnase Jean Renaux, dans le quartier nord d'Amiens. Sa longueur permet des tirs jusqu'à 40 mètres. Les compétitions en intérieur organisées au cours de l'année par le club se déroulent généralement dans ce gymnase à 18 ou 25 mètres. Le mur de paille dont il dispose est également utilisé par différents clubs de tir à l'arc amiénois ou samarien,.

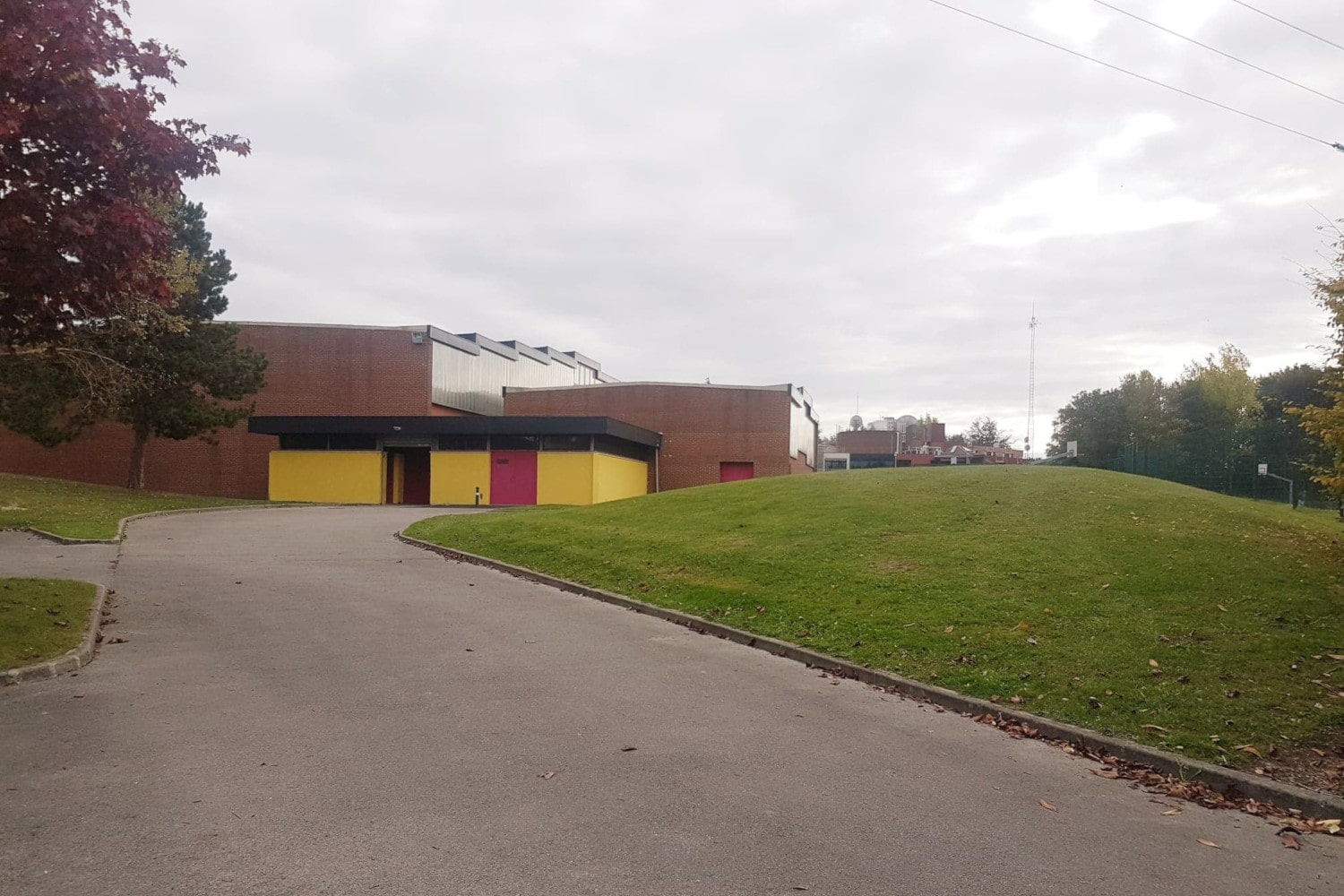
Gymnase Jean Renaux à Amiens.
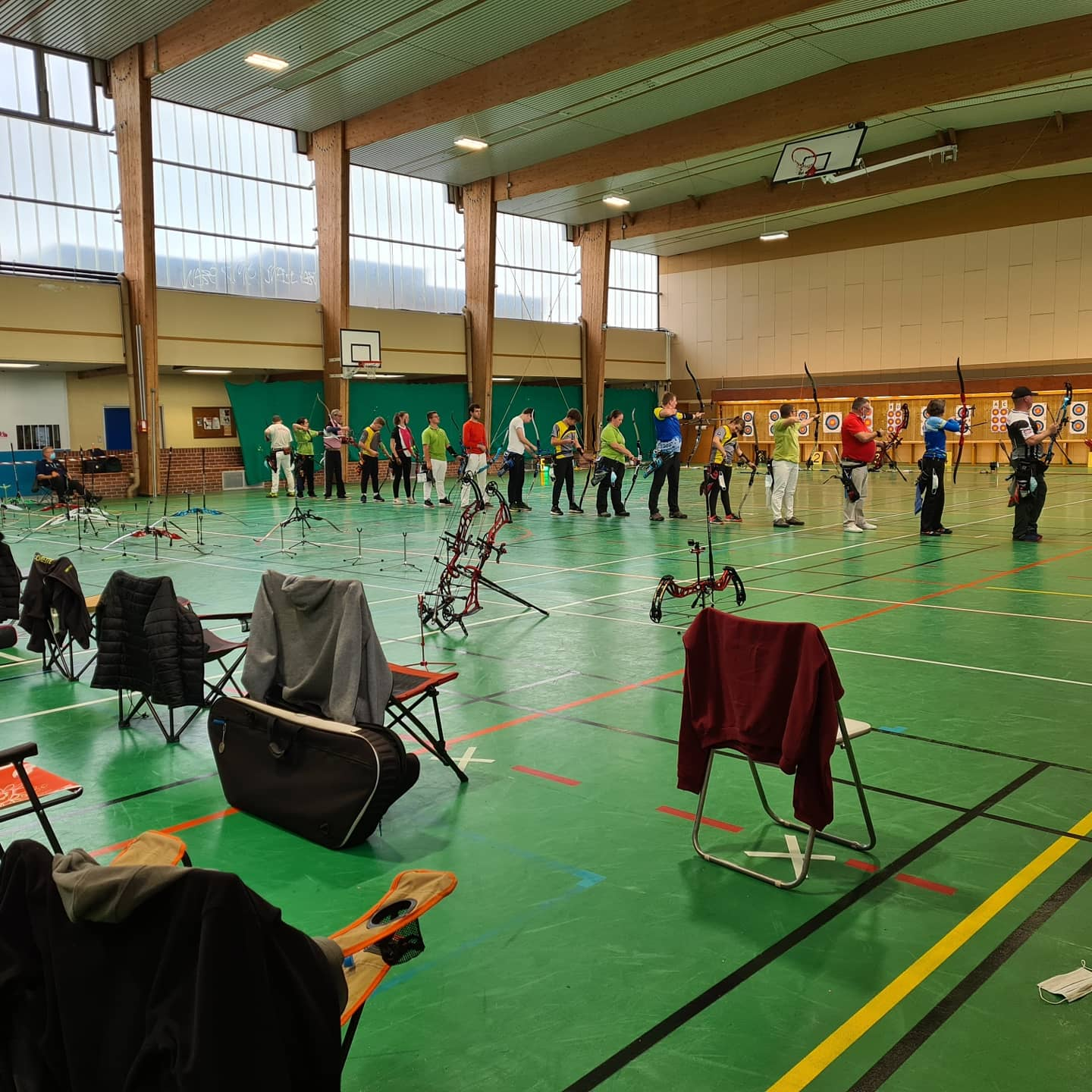
Compétition de tir à l'arc au gymnase Jean Renaux.

## Palmarès

### National

#### Championnat de France de tir fédéral
| Année | Archer         | Médaille | Catégorie                      | Lieu de la compétition |
| ----- | -------------- | -------- | ------------------------------ | ---------------------- |
| 2000  | Justine Cotrel | 1re      | Cadette Femme - Arc classique  | Salency (Oise)         |
| 2000  | Céline Garçon  | 2e       | Junior Femme - Arc classique   | Salency (Oise)         |
| 2001  | Marian Dode    | 1er      | Benjamin Homme - Arc classique | Riom (Puy-de-Dôme)     |
| 2001  | Céline Garçon  | 1re      | Junior Femme - Arc classique   | Riom (Puy-de-Dôme)     |

#### Championnat de France de tir nature
| Année | Archer           | Médaille | Catégorie                               | Lieu de la compétition           |
| ----- | ---------------- | -------- | --------------------------------------- | -------------------------------- |
| 2017  | Clément Thomas   | 2e       | Junior Homme - Arc à poulies nu         | Allauch (Bouches-du-Rhône)       |
| 2017  | Christine Thomas | 2e       | Vétéran Femme - Arc à poulies nu        | Allauch (Bouches-du-Rhône)       |
| 2018  | Christine Thomas | 1re      | Vétéran Femme - Arc à poulies nu        | Pujaut (Gard)                    |
| 2019  | Christine Thomas | 2e       | Senior 2 Femme - Arc à poulies nu       | Beaugency (Loiret)               |
| 2022  | Christine Thomas | 1re      | Senior 2 Femme - Arc à poulies nu       | Brou (Eure-et-Loir)              |
| 2023  | Christine Thomas | 3e       | Seniors 2 et 3 Femme - Arc à poulies nu | Plœuc-L'Hermitage (Côte-d'Armor) |

#### Championnat de France de tir 3D
| Année | Archer           | Médaille | Catégorie                               | Lieu de la compétition            |
| ----- | ---------------- | -------- | --------------------------------------- | --------------------------------- |
| 2017  | Clément Thomas   | 1er      | Junior Homme - Arc à poulies nu         | La Féclaz (Savoie)                |
| 2017  | Christine Thomas | 3e       | Vétéran Femme - Arc à poulies nu        | La Féclaz (Savoie)                |
| 2019  | Christine Thomas | 2e       | Senior 2 Femme - Arc à poulies nu       | Piré-sur-Seiche (Ille-et-Vilaine) |
| 2022  | Clément Thomas   | 1er      | Senior 1 Homme - Arc libre              | Blanquefort (Gironde)             |
| 2022  | Sirine Mahjoub   | 3e       | Cadette Femme - Arc libre               | Blanquefort (Gironde)             |
| 2023  | Christine Thomas | 2e       | Seniors 2 et 3 Femme - Arc à poulies nu | Bourg-Saint-Maurice (Savoie)      |
| 2023  | Noé Klawinski    | 3e       | Junior Homme - Arc nu                   | Bourg-Saint-Maurice (Savoie)      |

#### Championnat de France de tir Beursault
| Année | Archer                 | Médaille | Catégorie                           | Lieu de la compétition                 |
| ----- | ---------------------- | -------- | ----------------------------------- | -------------------------------------- |
| 1955  | Fernande Magnier       | 3e       | Dame                                |                                        |
| 1959  | Fernande Magnier       | 1re      | Dame                                | Noyon (Oise)                           |
| 2000  | Marian Dode            | 1er      | Benjamin Homme - Arc classique      | Roye (Somme)                           |
| 2000  | Céline Garçon          | 1re      | Senior Femme - Arc classique        | Roye (Somme)                           |
| 2000  | Justine Cotrel         | 3e       | Cadette Femme - Arc classique       | Roye (Somme)                           |
| 2001  | Marian Dode            | 1er      | Benjamin Homme - Arc classique      | Vailly-sur-Aisne (Aisne)               |
| 2001  | Céline Garçon          | 3e       | Senior Femme - Arc classique        | Vailly-sur-Aisne (Aisne)               |
| 2002  | Céline Garçon          | 1re      | Senior Femme - Arc classique        | Tremblay-en-France (Seine-Saint-Denis) |
| 2003  | Sylvain Vicogne        | 2e       | Senior Homme - Arc classique        | Amiens (Somme)                         |
| 2004  | Christian Trefcon      | 3e       | Vétéran Homme - Arc classique       | Chennevières-sur-Marne (Val-de-Marne)  |
| 2005  | Sylvain Vicogne        | 2e       | Senior Homme - Arc classique        | Salency (Oise)                         |
| 2016  | Philippe Thebault      | 3e       | Super Vétéran Homme - Arc classique | Saint-Geneviève-les-Bois (Essonne)     |
| 2017  | Anais Leneutre-Bourhis | 3e       | Senior Femme - Arc classique        | Vernon (Eure)                          |

#### Championnat de France de tir sur cible en plein air
| Année | Archer           | Médaille | Catégorie |
| ----- | ---------------- | -------- | --------- |
| 1955  | Fernande Magnier | 3e       | Dame      |

#### Championnat de France universitaire
| Année | Archer(s)                    | Médaille | Catégorie                      | Université | Lieu de la compétition                             |
| ----- | ---------------------------- | -------- | ------------------------------ | ---------- | -------------------------------------------------- |
| 2020  | Florent Wiart Sébastien Tétu | 3e       | Tir par équipe - Arc classique | UPJV       | Dijon (Côte d'Or), Campus Universitaire Montmuzard |

### International

#### Jeux mondiaux des sapeurs-pompiers
| Année | Archer          | Médaille | Catégorie                    | Lieu de la compétition          |
| ----- | --------------- | -------- | ---------------------------- | ------------------------------- |
| 2000  | Sylvain Vicogne | 1er      | Senior Homme - Arc classique | Mantes-la-Jolie (France)        |
| 2002  | Sylvain Vicogne | 1er      | Senior Homme - Arc classique | Christchurch (Nouvelle-Zélande) |
| 2004  | Sylvain Vicogne | 1er      | Senior Homme - Arc classique | Sheffield (Angleterre)          |
| 2008  | Sylvain Vicogne | 3e       | Senior Homme - Arc classique | Liverpool (Angleterre)          |

#### Jeux mondiaux des policiers et pompiers
| Année | Archer          | Médaille | Catégorie                    | Lieu de la compétition |
| ----- | --------------- | -------- | ---------------------------- | ---------------------- |
| 2003  | Sylvain Vicogne | 1er      | Senior Homme - Arc classique | Barcelone (Espagne)    |
| 2005  | Sylvain Vicogne | 2e       | Senior Homme - Arc classique | Québec (Canada)        |

#### Championnat du monde de tir campagne
| Année | Archer          | Médaille | Catégorie            | Lieu de la compétition |
| ----- | --------------- | -------- | -------------------- | ---------------------- |
| 1986  | Pascal Colmaire | 1er      | Tir par équipe mixte | Radstadt (Autriche)    |

#### Championnat d'Europe de tir campagne
| Année | Archer          | Médaille | Catégorie            |
| ----- | --------------- | -------- | -------------------- |
| 1986  | Pascal Colmaire | 1er      | Tir par équipe mixte |